# Soriana Híper
Soriana Híper es un formato de tienda originado en el año 1968 por los hermanos de origen español Francisco y Armando Martín Borque en la ciudad de Torreón, Coahuila en México, originalmente llamado sólo como nombre de Soriana, que posteriormente surge para la Organización Soriana, hasta el año de 2011 cuando surge oficialmente el nombre de Soriana Híper al interior de la república mexicana.

## Historia

### Inicios

#### 1968 - 1969

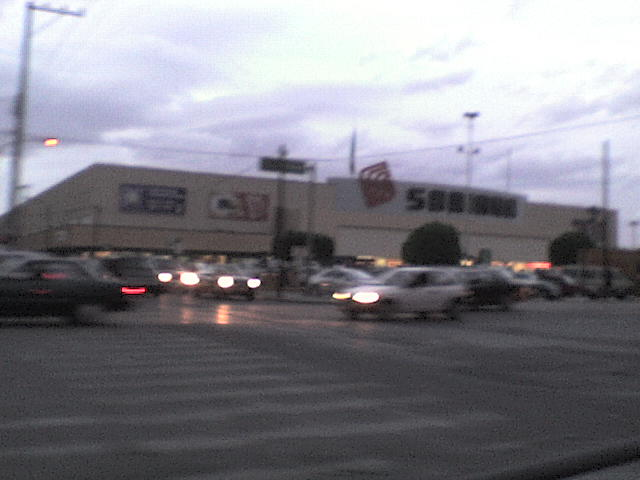
Soriana Híper Colón, de la ciudad de Torreón, Coahuila, inaugurada en el año de 1969

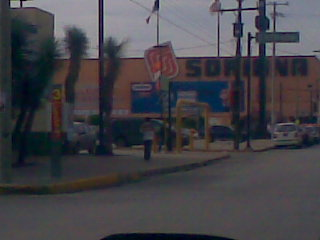
Soriana Híper Gómez Palacio Centro, de la ciudad de Gómez Palacio, Durango, inaugurada el 30 de octubre de 1975.

El formato Soriana Híper surge el 28 de noviembre de 1968 con la apertura de su primera tienda en modalidad de hipermercado inicialmente bajo el nombre de La Soriana en la ciudad de Torreón, Coahuila, México (Soriana Centro), que a su vez originalmente también era conocida con el nombre de Centro Comercial La Soriana o Centros Comerciales Soriana, en el que con esta apertura se dio inicio al modelo de negocio actual de la compañía incursionando por primera vez en el giro de los supermercados que actualmente la compañía maneja. Poco tiempo después, en el año de 1969, Soriana empezó su primer plan de expansión en la ciudad de Torreón, Coahuila con la apertura de su segundo hipermercado bajo el emblema de Centro Comercial Soriana en la Calzada Colón (Soriana Colón).

#### 1970 - 1979
Para el año de 1974, Soriana comienza a definir su estrategia de negocio a través de una expansión geográfica regional y con ello llega a la ciudad de Monterrey, Nuevo León, México con la apertura de su primera tienda (Soriana Vallarta), inaugurada al público el 28 de noviembre de 1974, en el que más adelante, durante los años de 1974 y 1975, la compañía llega a más Estados del Norte de México como Durango (Soriana Centro actualmente Soriana Híper 20 de Noviembre en la ciudad capital de Durango) y Chihuahua (Soriana Niños Héroes en la ciudad capital de Chihuahua) además de la apertura de su primer hipermercado en la ciudad de Gómez Palacio, Durango (Soriana Gómez Palacio Centro), la cual se llevó a cabo el 29 de octubre de 1975 en el que a la vez sería la primera cadena de autoservicios en establecerse en dicha ciudad duranguense perteneciente a la Comarca Lagunera. En el año de 1979, Soriana llega a la ciudad de Saltillo, Coahuila con la apertura de su primera tienda ubicada en la zona centro de la capital coahuilense (Soriana Francisco Coss actualmente Soriana Híper Coss), siendo esta la primera tienda de autoservicio de la ciudad de Saltillo y por ende, de la compañía en contar con un estacionamiento subterráneo

### Década de los Años 80

#### 1984 - 1987

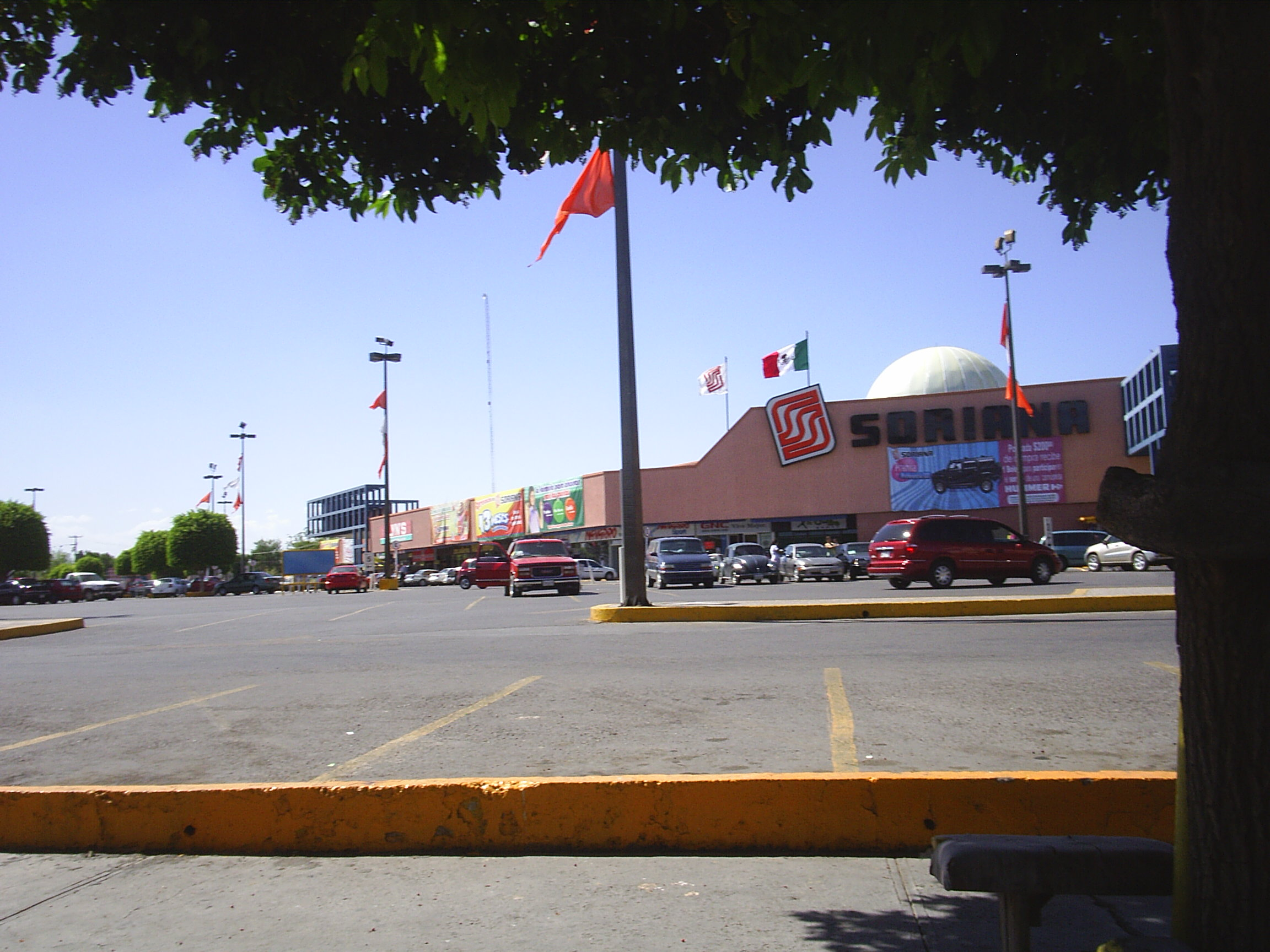
Soriana Híper Constitución, de la ciudad de Torreón, Coahuila, inaugurada en 1984

En 1984, Soriana continúa con su plan de expansión regional y con ello llega a la ciudad fronteriza de Ciudad Juárez, Chihuahua con la apertura de su primer hipermercado (Soriana Sander's), en el que más tarde, en ese mismo año, se inaugura la sucursal Soriana Constitución en la ciudad de Torreón, Coahuila.  Dos años después, en el año de 1986, llega al Estado de Tamaulipas y con ella se funda su primera tienda en la ciudad de Reynosa, Tamaulipas (Soriana Hidalgo) siendo una de las ciudades con más sucursales, con un total de 7 ubicaciones en toda la ciudad. En la década de los años 80, los hermanos Martín Borque tuvieron serias diferencias que los orillaron a separarse empresarialmente, por lo que Don Francisco siguió al frente de Soriana con la razón social "Tiendas de Descuento del Nazas" (Sorimex), y Don Armando viajó a la ciudad de Monterrey, Nuevo León, México para posteriormente hacer surgir la cadena de tiendas llamadas Hipermart.

#### 1988
Durante ese tiempo, en el año 1988 Soriana (como parte de Sorimex) llega al occidente de país con la apertura de su primer hipermercado en la ciudad de Aguascalientes, Aguascalientes (Soriana Aguascalientes Universidad)y al mismo año Soriana lanza su marca propia de productos denominada Hipermart.

#### 1989
Para el año siguiente, en 1989, Soriana abrió su primera tienda en la ciudad de Zacatecas, Zacatecas (Soriana Zacatecas), mientras que para el mes de septiembre del mismo año, surge la cadena comercial de autoservicios Hipermart, la cual empezaría su expansión geográfica con la apertura de su primera tienda en Ciudad Juárez, Chihuahua con la sucursal de Hipermart San Lorenzo (Actualmente Soriana Híper San Lorenzo), en el que más adelante, el 25 de octubre de ese mismo año, Hipermart abre su segunda sucursal a nivel nacional en el Área Metropolitana de Monterrey, Nuevo León, esto con la apertura de su primera sucursal en la ciudad regiomontana con Hipermart Cumbres (Actualmente Soriana Híper Cumbres), la cual tiempo después se convertiría en la sede principal actual de Organización Soriana a nivel nacional. Y a finales del mismo año, Hipermart abre su primera tienda en la ciudad de Torreón, Coahuila (Hipermart Independencia, actualmente Soriana Híper Independencia).

### Década de los Años 90

#### 1990 - 1993

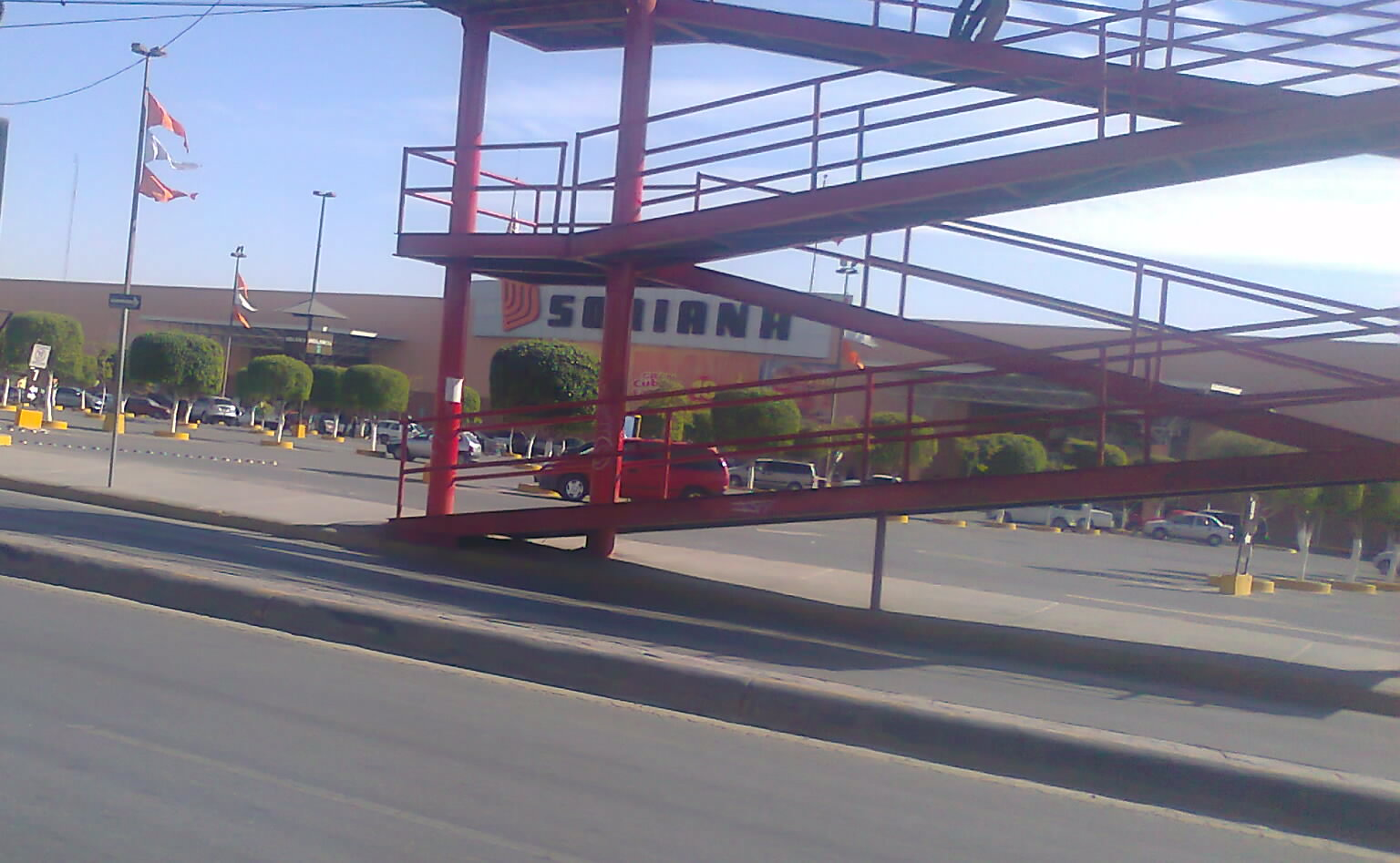
Una ex sucursal Hipermart Oriente reconvertida a Soriana Híper de la ciudad de Torreón, Coahuila, reconvertida en el año de 1994

Para el año de 1990, Soriana comenzaría a expandirse poco a poco en diferentes regiones del país, y con ello el mes de octubre se abre al público su primera tienda en la ciudad fronteriza de Tijuana, Baja California (Soriana Tijuana Plaza Carrousel), siendo esta -en aquel entonces- la primera tienda de la compañía en establecerse en la Región Pacífico Norte mexicano, en el que cuatro años después, se cerraría sus puertas debido a un pacto que tenía en ese momento con la cadena de autoservicios de origen sinaloense Casa Ley, siendo reemplazada en su espacio posteriormente por una tienda Comercial Mexicana, la cual en marzo de 2017 fue reconvertida de nueva cuenta a Soriana Híper, esto gracias a la compraventa de Comercial Mexicana a Soriana en el año 2015.

#### 1994
En el año de 1994, Soriana se asocia con la cadena mexicana local de hipermercados Hipermart, el cual en ese momento estuvo bajo un lema "Con Confianza: Soriana-Hipemart" a través de la fusión de dos compañías. Asimismo comienza la expansión de manera oficial de la cadena La Soriana cambiándola simplemente como Soriana en un formato de hipermercado y con ello la compañía realizó varias aperturas de tiendas a lo largo del país, por lo que durante el año de 1994, la compañía se expande en el occidente del país y con ello Soriana llega a los Estados de Jalisco con la inauguración de sus dos primeras tiendas en el Área Metropolitana de Guadalajara (Soriana Bugambilias en el municipio de Zapopan -el cual desde su inauguración y hasta mediados de 2016 fue denominada con el pseudónimo de Hiperama- y Soriana Río Nilo en el municipio de Guadalajara) y Guanajuato con la apertura de sus primeras tiendas en las ciudades de León (Soriana Malecón) e Irapuato (Soriana Jacarandas).

#### 1995 - 1996
Durante 1995 y 1996, Soriana continuó con más aperturas de tiendas a lo largo del país, esto como parte de su plan de expansión permanente, empezando por la apertura de su primera tienda en la ciudad de Tampico, Tamaulipas en 1995 (Soriana Ejército) además de realizar varias aperturas sumando sucursales en ciudades donde ya se contaba con su presencia durante ese periodo.

#### 1997 - 1998
En 1997, Soriana expande sus horizontes a diversas regiones de México y con ello empezó a incursionar en el Centro del país con la apertura de su primer hipermercado en el Estado de Querétaro (Soriana Quintana, de la ciudad capital de Santiago de Querétaro). Un año más tarde, en 1998, Soriana abre sus primeros hipermercados en tres Estados de la República como San Luis Potosí (Soriana El Paseo en la ciudad capital de San Luis Potosí), Veracruz (Soriana El Palmar en la ciudad de Coatzacoalcos) y Tlaxcala (Soriana Plaza Tlaxcala de la ciudad capital de Tlaxcala). El 1 de mayo del mismo año, Soriana abre su primera tienda en el municipio de Ciudad Mante, Tamaulipas (Soriana Mante), el cual, al ser la primera cadena comercial en establecerse en el municipio, se contó con una inversión de más de 350 millones de pesos para su edificación y surtido.

#### Finales de 1998 - 1999
Luego del fallecimiento de Francisco Martín Borque el 24 de diciembre de 1998, que fuera uno de los fundadores e importante impulsor de la empresa Soriana, en el año de 1999, Soriana continuó su plan de expansión de aperturas de sus hipermercados, en donde la compañía ingresó a más entidades federativas del país, por lo que en ese año Soriana comenzó a incursionar en más Estados del país como Michoacán con la apertura de su primer hipermercado en el municipio de Uruapan (Soriana Uruapan); Colima con la apertura de su primer hipermercado en el municipio de Villa de Álvarez (Soriana Colima); Puebla con la apertura de su primer hipermercado en la ciudad de Puebla (Soriana Torrecillas) e Hidalgo con su primer hipermercado en la ciudad de Pachuca (Soriana Plaza del Valle); así como incursionar por primera vez en las regiones sureste y pacífico norte mexicano con las aperturas de sus primeras tiendas en los Estados de Sinaloa (Soriana Zapata en la ciudad de Culiacán); Sonora (Soriana Bachoco en la ciudad de Hermosillo, que anteriormente fue una tienda Carrefour) y Tabasco (Soriana Guayabal en la ciudad de Villahermosa).

### Década de los Años 2000

#### 2000 - 2002

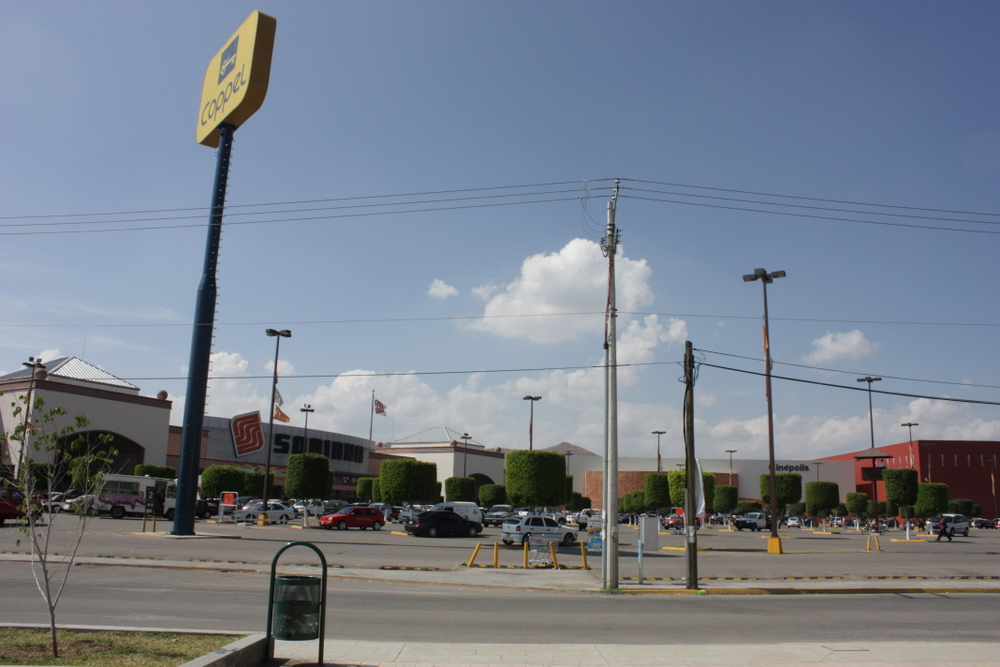
Soriana Híper Plaza Oaxaca de la ciudad de Oaxaca de Juárez, Oaxaca, inaugurada en el año 2001.

En diciembre de 2000 y como parte de su expansión geográfica, Soriana incursiona por primera vez en el Estado de Nayarit, y con ello abre su tienda #100 en la ciudad de Tepic (Soriana Cigarrera), siendo esta su primera sucursal en Nayarit en el que con su apertura, Soriana completa su primer centenar de sucursales en operación dentro del territorio mexicano. Al año siguiente, en 2001, Soriana llega a la Región Sur de México con la apertura de su primera tienda en el Estado de Oaxaca (Soriana Plaza Oaxaca, en la ciudad capital de Oaxaca de Juárez). Un año después, en el 2002, Soriana incursiona por primera vez en los Estados de Baja California Sur (Soriana Plaza Forjadores en La Paz), Chiapas (Soriana Polifórum en Tuxtla Gutiérrez) y Yucatán (Soriana Canek en Mérida). El 17 de julio del mismo año, mientras Soriana realizaba varias aperturas de hipermercados a lo largo del país ya sea sumando más sucursales a ciudades que tenían su presencia o llegando a nuevas ciudades de entidades ya presentes, la compañía comenzó con su estrategia multiformato y diversificación de mercados a través de la creación del formato de club de precios City Club, esto, mayoritariamente, como una opción complementaria al formato de hipermercado de la compañía.

#### 2003 - 2004

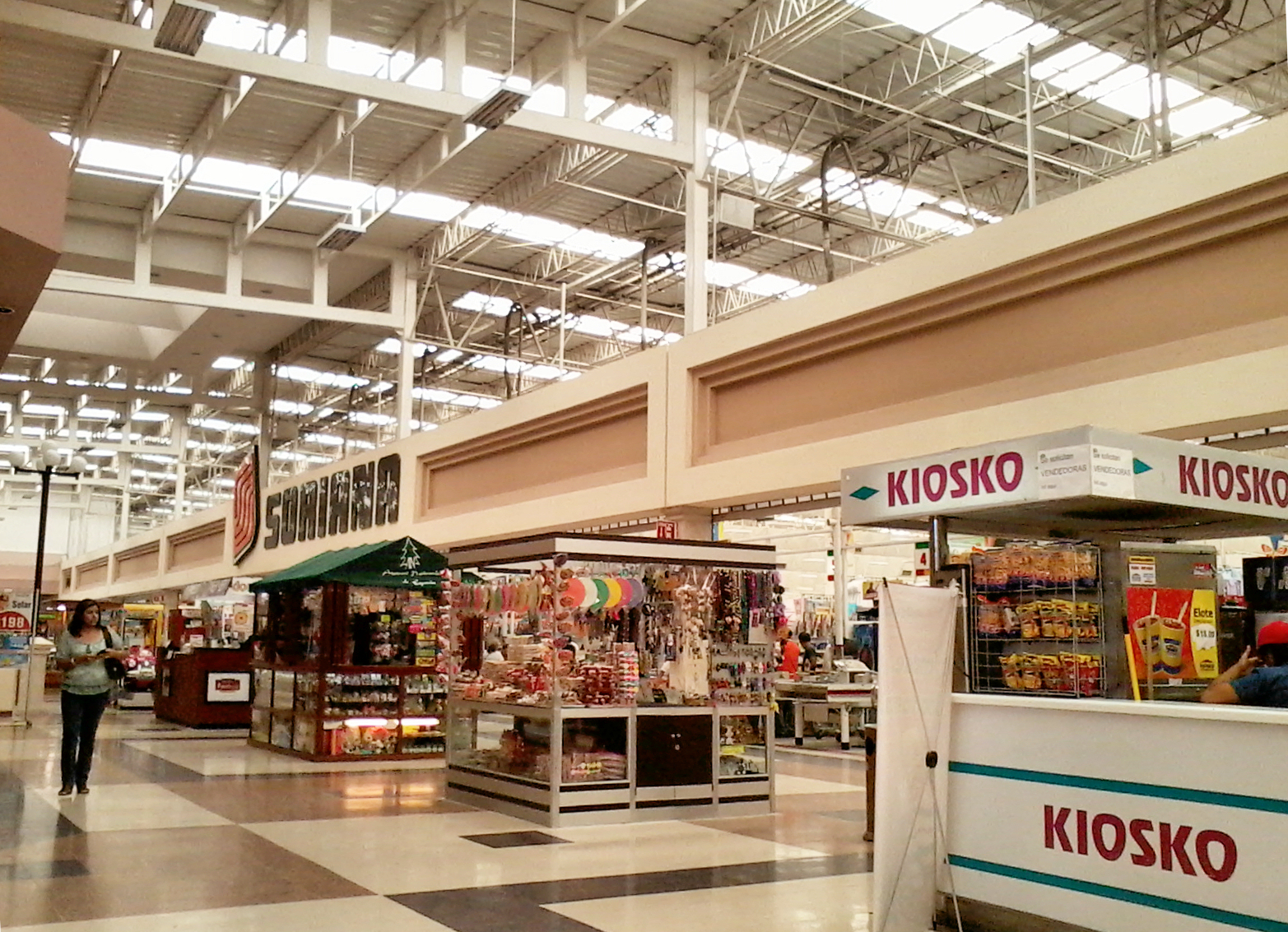
Interior de Soriana Híper Plaza Oaxaca de la ciudad de Oaxaca de Juárez, Oaxaca, inaugurada en el año 2001.

En el año 2003, Soriana continúa con su expansión en el sureste mexicano (específicamente en la zona Maya) con la apertura de sus primeros hipermercados en las ciudades de Ciudad del Carmen, Campeche (Soriana Carmen) y Cancún, Quintana Roo (Soriana Kabah). Durante ese mismo año, se creó el subformato de hipermercado Soriana Plus a través de la renovación y reconversión de la sucursal Soriana Fundadores en la ciudad de Torreón, Coahuila a dicho subformato, que consta de hipermercados prémium ubicados en mercados maduros con zonas de población con alto poder adquisitivo,que se encargan de ofrecer al consumidor productos gurmé, vinos y licores y productos de mayor valor, esto como un valor agregado con respecto a los hipermercados de la compañía. En septiembre de 2004, Soriana llega a la ciudad de Puerto Vallarta, Jalisco con la apertura de su primera tienda en su modalidad de hipermercado en la localidad de El Pitillal (Soriana Pitillal).

#### 2005 - 2006

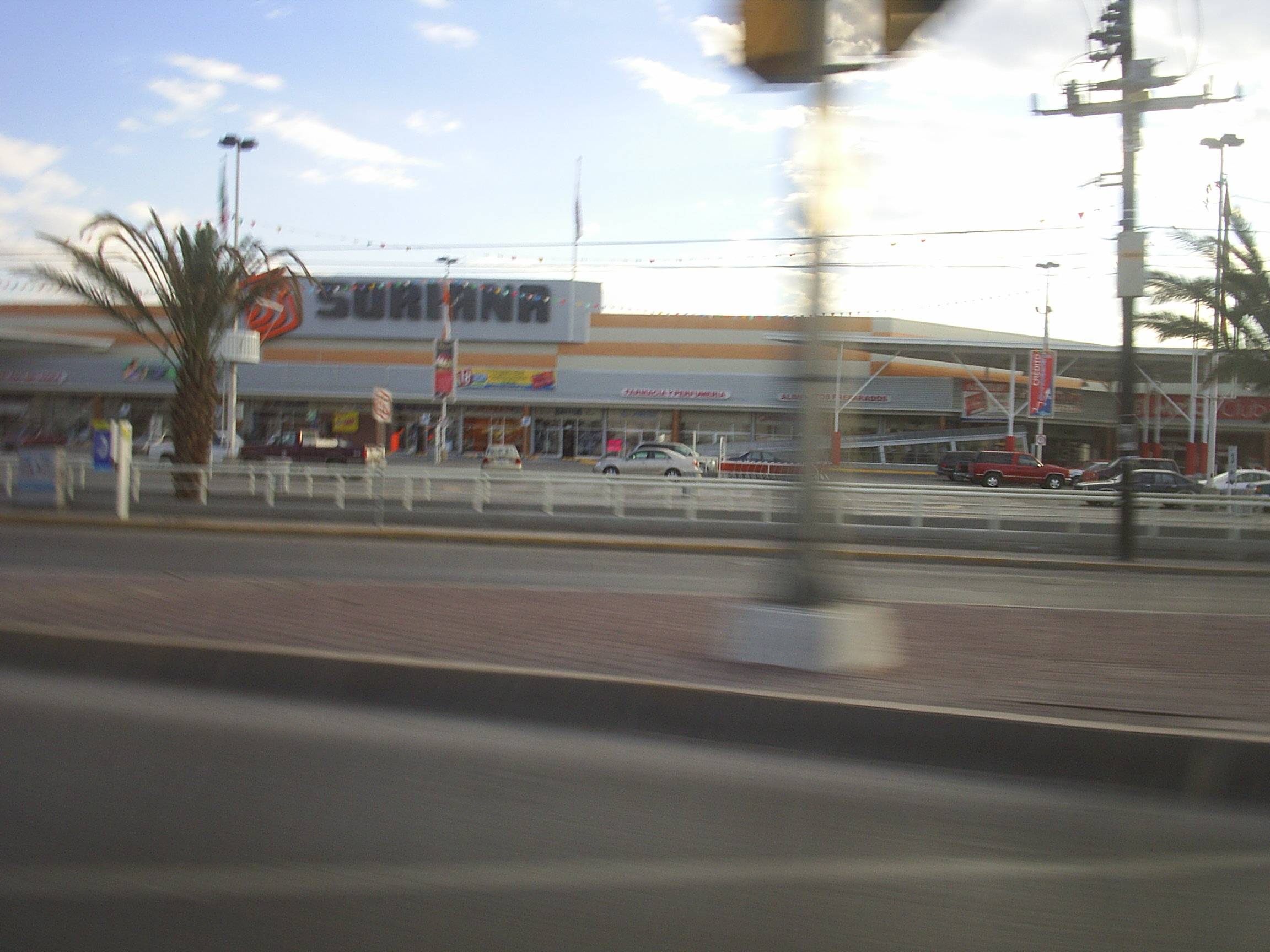
Soriana Híper Centenario, de la ciudad de Gómez Palacio, Durango, inaugurado el 13 de mayo de 2006.

Tras la primera incursión de Soriana en la zona conurbada del Valle de México (necesariamente en el Estado de México con la apertura de su primera sucursal en el municipio de Ecatepec de Morelos, denominado Mercado Soriana Ciudad Azteca) efectuado en el año 2005, en 2006 Soriana abrió sus primeras tiendas del formato hipermercado en la zona conurbada del Valle de México en los municipios de Ixtapaluca (Soriana Sendero Ixtapaluca) y Cuautitlán Izcalli (Soriana Cofradías) así como la apertura de su primera tienda en su modalidad de hipermercado en el Área metropolitana de Toluca (Soriana Sendero Toluca en el municipio de Lerma de Villada). El 13 de mayo del mismo año se abre una sucursal bajo su modalidad de hipermercado al sureste de la ciudad de Gómez Palacio, Durango en el complejo comercial Soriana Centenario, y a mediados del mismo año - tras 12 años de ausencia- Soriana regresa a Baja California Norte con la apertura de dos hipermercados en las ciudades de Mexicali (Soriana Calafia) y Tijuana (Soriana Otay), además de la apertura de su primera tienda en su formato de hipermercado en la ciudad de Morelia, Michoacán (Soriana Plaza Morelia, la cual finalmente cerró sus puertas el 31 de agosto de 2020).

#### Adquisición de las Tiendas Gigante por parte de Soriana

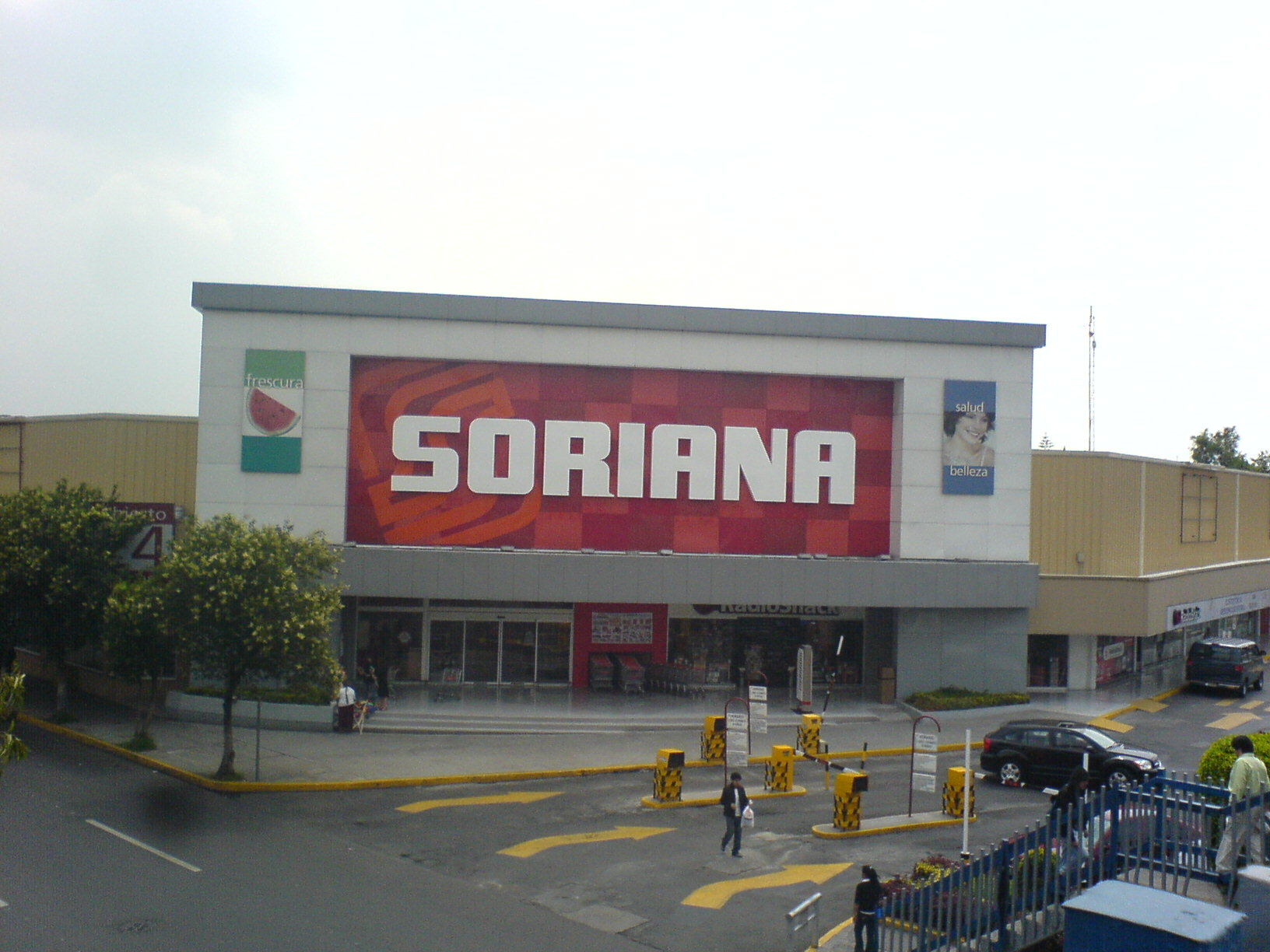
Antigua tienda Gigante sucursal Echegaray, en Naucalpan, Estado de México convertida a Soriana.

El 6 de diciembre de 2007 Organización Soriana compra las 197 tiendas Gigante en la República Mexicana bajo los formatos Gigante, Bodega Gigante y Súper Gigante por lo que posteriormente a principios del año 2008 se convierten la mayoría de las sucursales de Gigante en Soriana Híper, algunas en Soriana Mercado y las restantes en el nuevo formato de tienda llamado Soriana Súper, creado por la compañía el 29 de febrero de 2008. Con esta adquisión y con dicha conversión, la compañía Soriana (a través de su formato hipermercado) logró incursionar por primera vez en ciudades y entidades donde la compañía no tenía presencia, entre ellas la Ciudad de México y su zona conurbada del Valle de México así como varias ciudades del interior de la República Mexicana como Ensenada, Baja California; Silao, Guanajuato; Acapulco, Guerrero y Apizaco, Tlaxcala, además de reforzar su presencia sumando e incluso multiplicando nuevas sucursales en ciudades donde ya se contaba con su presencia, tales como Aguascalientes, Aguascalientes; Saltillo, Coahuila; Durango, Durango; Celaya, Guanajuato; Guadalajara y Puerto Vallarta, ambos en Jalisco; Morelia, Michoacán; Monterrey, Nuevo León; Puebla, Puebla; Querétaro, Querétaro; San Luis Potosí, San Luis Potosí; Mazatlán Sinaloa; Reynosa, Matamoros, Nuevo Laredo y Ciudad Victoria, del Estado de Tamaulipas, Veracruz y Poza Rica, ambas de Veracruz, entre otras, conservando lo que antes era de la cadena mexicana Gigante.

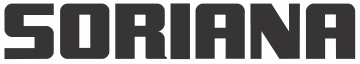
Logo antiguo de Soriana utilizado en las tiendas Gigante.

### Década de los Años 2010

#### 2011
Durante los meses de septiembre y octubre de 2011, Soriana comienza su plan de diversificación de sus diferentes formatos de tienda, esto con el objetivo de la compañía de atender a distintos nichos de mercado y poblaciones, y con ello surge el nuevo nombre oficial de estas tiendas bajo el formato de hipermercado, ahora con el emblema de Soriana Híper como lo fue en sus momentos con los demás estilos de formatos de tienda que maneja la compañía como Soriana Súper, Soriana Mercado y Soriana Express, oficializando su nombre oficial el 5 de octubre del mismo año con su lema inicial El Súper para ir de Compras. A raíz de dicho renombramiento, el 20 de octubre del mismo año, Soriana abre al público la sucursal Soriana Híper Plaza Paseo La Paz en la ciudad de La Paz, Baja California Sur, siendo esta la primera apertura de tienda del formato hipermercado ahora con el ya renombrado concepto de tienda Soriana Híper. El 16 de noviembre del mismo año, Soriana abre más sucursales del formato Soriana Híper en la Ciudad de México (Soriana Híper Buena Vista, como una de las tiendas ancla del Centro Comercial Forum Buenavista) y Mérida, Yucatán (Soriana Híper Altabrisa, como una de las tiendas ancla del Centro Comercial Altabrisa Mérida, inicialmente con el subformato de Soriana Híper Plus), así como la apertura de Soriana Híper Lomas del Valle en la ciudad capital de Chihuahua, Chihuahua, que se llevó a cabo el 9 de diciembre de 2011. 

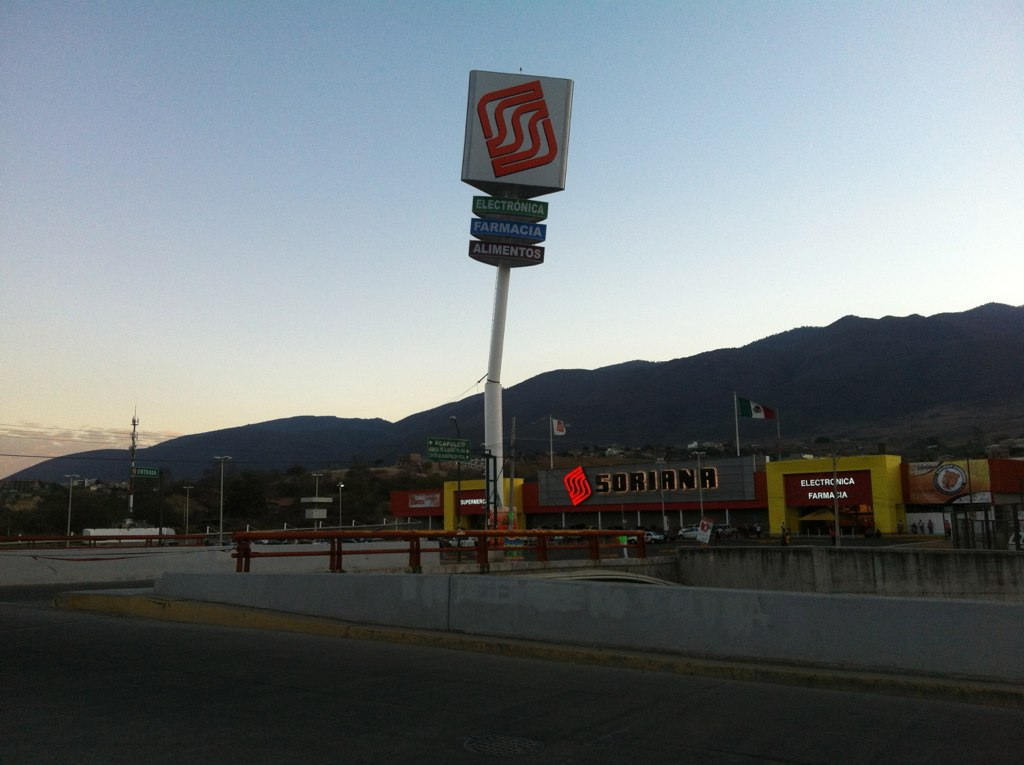
Una tienda Soriana Híper de la ciudad de Chilpancingo, Guerrero, inaugurada el 9 de diciembre de 2011.

Finalmente, el 9 de diciembre de 2011 Soriana comenzó a expandirse en más ciudades a lo largo de la República Mexicana y con ello llega a las ciudades capitales de los Estados de Guerrero y Quintana Roo con las aperturas de sus primeras tiendas con el formato de Soriana Híper en los municipios de Chilpancingo de los Bravo (Soriana Híper Chilpancingo) y Chetumal (Soriana Híper Chetumal) respectivamente, esto como parte del cierre de su plan de expansión en el año 2011.

#### 2012
Ya es hasta el año de 2012 que todas las tiendas en formato Soriana Hipermercado cambian oficialmente de imagen al nuevo estilo de tienda Soriana Híper con un leve cambio de imagen agregándole la palabra Híper al logotipo, así como la apertura oficial del nuevo formato llamado Soriana Híper Plus. El 13 de septiembre de 2012, con una inversión de 70 millones de pesos (mdp), Soriana llega a la ciudad de Córdoba, Veracruz y con ello se concreta la apertura de su primera sucursal bajo el concepto de Híper (Soriana Híper Ron Batey), esto ubicado en un predio donde anteriormente albergaba una fábrica de ron conocida como Ron Batey (de allí el nombre de la sucursal de Soriana). En octubre del mismo año, Soriana convirtió cinco tiendas que en ese momento llevaban el concepto Soriana Súper a Soriana Híper, esto debido la creciente demanda que cada una generaba en sus respectivas zonas donde se ubican en relación con los metros cuadrados de piso de venta que tienen cada una (5,000 m2, aproximadamente), cuatro de ellas ubicadas en el Área Metropolitana de Guadalajara en Jalisco que ahora quedaron como Soriana Híper Bugambilias, Soriana Híper Américas GDL, Soriana Híper Águilas y Soriana Híper Patria (esta última cerró sus puertas el 30 de junio de 2015 debido a la finalización de contrato de arrendamiento con el centro comercial Plaza Patria, siendo más tarde sustituida en su espacio por una tienda City Market de Grupo La Comer, la cual fue inaugurada el 21 de noviembre de 2017), mientras que una sucursal reconvertida pertenece al Área Metropolitana de Monterrey en Nuevo León que ahora quedó como Soriana Híper San Agustín, esto en el municipio de San Pedro Garza García (que a la postre fue nuevamente reconvertida a Soriana Súper en el año 2021 tras la remodelación total de la tienda). El 7 de noviembre de 2012, se lleva a cabo la apertura de su tienda #600 con la sucursal Soriana Híper Santa Rosa, esto en el municipio conurbado de Apodaca, Nuevo León (perteneciente al Área Metropolitana de Monterrey) , con esta apertura la compañía logró llegar a las 600 sucursales establecidas a nivel nacional. Durante el mes de diciembre de 2012, como parte de los proyectos comerciales realizados por parte de Gigante Grupo Inmobiliario de Grupo Gigante, Soriana reinaugura dos tiendas del formato Soriana Híper en el Área Metropolitana de Guadalajara, Jalisco (Soriana Híper Belenes como tienda ancla del centro comercial Gran Terraza Belenes al norte del municipio de Zapopan y Soriana Híper Oblatos como una de las tiendas ancla principales del centro comercial Gran Terraza Oblatos al oriente del municipio de Guadalajara).

#### 2013

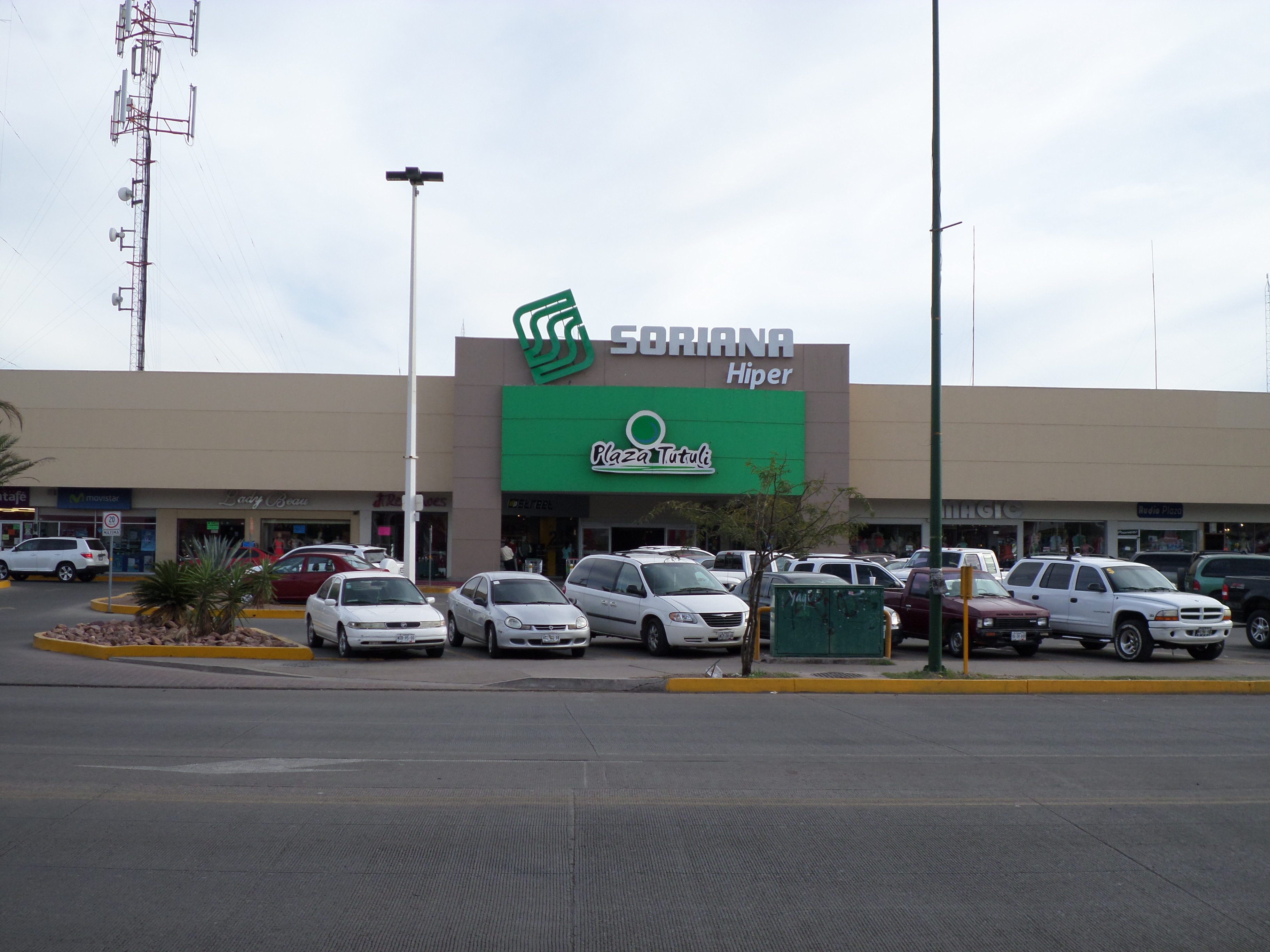
Una ex sucursal de Soriana Súper reconvertida al formato Soriana Híper de la Plaza Tutuli en Ciudad Obregón, Sonora.

Durante el año 2013, como parte de estructuración empresarial y para lograr una mayor rentabilidad, Soriana reconvirtió y cambió a otros formatos varias tiendas de sus diferentes formatos a nivel nacional, esto dependiendo de la cantidad de demanda y clientela que generaban cada sucursal, por lo que a mediados del año 2013, algunas tiendas que hasta ese momento tenían el concepto de Soriana Mercado, por el hecho de haber generado alta demanda y clientela en sus respectivas ubicaciones, fueron reconvertidas a Soriana Híper, por lo que gracias a dicha conversión Soriana Híper logró sumar sucursales en ciudades de la República como la Ciudad de México (necesariamente en su zona conurbada en el Municipio de Coacalco de Berriozábal ahora con la sucursal Soriana Híper Coacalco), Guadalajara (Soriana Híper Aviación), Mérida (Soriana Híper Avenida 128), Celaya (Soriana Híper Celaya Tecnológico), Uruapan (Soriana Híper Plaza 500), Tijuana (Soriana Híper Tijuana 5 y 10, la cual finalmente cerró en 2019 siendo sustituida posteriormente por Price Shoes) y Ensenada (Soriana Híper Misión, la cual finalmente cerró sus puertas el 31 de julio de 2020), entre otras, además de incursionar por primera vez en más municipios de México a través del formato Soriana Híper tales como Chapala, Jalisco (Soriana Híper Chapala) y Cadereyta, Nuevo León (Soriana Híper Cadereyta), las cuales anteriormente tenían el formato de Soriana Mercado a partir de sus inicios de operaciones. Asimismo, pasaron al formato Soriana Híper las tiendas Soriana Súper Plaza Tutuli de Ciudad Obregón, Sonora y Soriana Súper Satélite de Ciudad Victoria, Tamaulipas debido al piso de ventas de cada una, las cuales rebasaban los 4,500 metros cuadrados además de ubicarse en zonas con alta densidad de población. A finales del mismo año, el 29 de noviembre de 2013, Soriana llega al municipio de Huatulco, Oaxaca, y con ello abre su primera sucursal bajo el concepto Híper en el Bulevar Chahue (Soriana Híper Huatulco), la cual es la segunda sucursal en su tipo en establecerse dentro del Estado de Oaxaca, y con esto Soriana termina su plan de expansión de aperturas del formato Híper durante el año 2013.

#### 2014 - 2015
El 24 de abril de 2014 se inaugura su primer hipermercado en el Estado de Morelos (Soriana Híper Plaza Cedros en el municipio de Jiutepec -perteneciente al Área Metropolitana de Cuernavaca-) y con esta apertura, Soriana Híper consolida su presencia en los 32 Estados de la República Mexicana. Posteriormente a mediados de 2014 e inicios de 2015, Organización Soriana cambia su imagen corporativa a través de sus campañas de publicidad y propaganda, principalmente sólo para las tiendas Híper y al poco tiempo para los formatos que en ese momento la compañía manejaba como Súper, Mercado, y Express.
A raíz del cambio de imagen corporativo, y tras la apertura de la tienda Soriana Súper San Agustín Jalisco en el municipio de Tlajomulco de Zúñiga, Jalisco, efectuada el 17 de julio de 2014, en el que a la vez fue la primera sucursal en aperturarse con el cambio de imagen, Soriana realizó varias remodelaciones a tiendas existentes en diferentes ciudades del país así como realizar aperturas de nuevas tiendas con la nueva imagen en todos los formatos de tienda que en ese momento manejaba la compañía, entre ellos del formato Soriana Híper, por lo que a mediados y finales de 2014 Soriana realizó aperturas de  tiendas bajo el formato Soriana Híper con su imagen recientemente renovada en varias ciudades del país como Coatzacoalcos, Veracruz (Soriana Híper Sendero Coatzacoalcos, inaugurada el 6 de noviembre de 2014); Yautepec, Morelos (Soriana Híper Cocoyoc inaugurada al público el 13 de noviembre de 2014, en el que a su vez es la segunda tienda del formato Soriana Híper en aperturarse dentro del Estado de Morelos); Mazatlán, Sinaloa (Soriana Híper Sendero Mazatlán, la cual fue inaugurada el 21 de noviembre de 2014) y el Área Metropolitana de Monterrey en el municipio de Apodaca, Nuevo León (Soriana Híper Sendero La Fe, inaugurada el 27 de noviembre de 2014).

#### 2015 - 2018

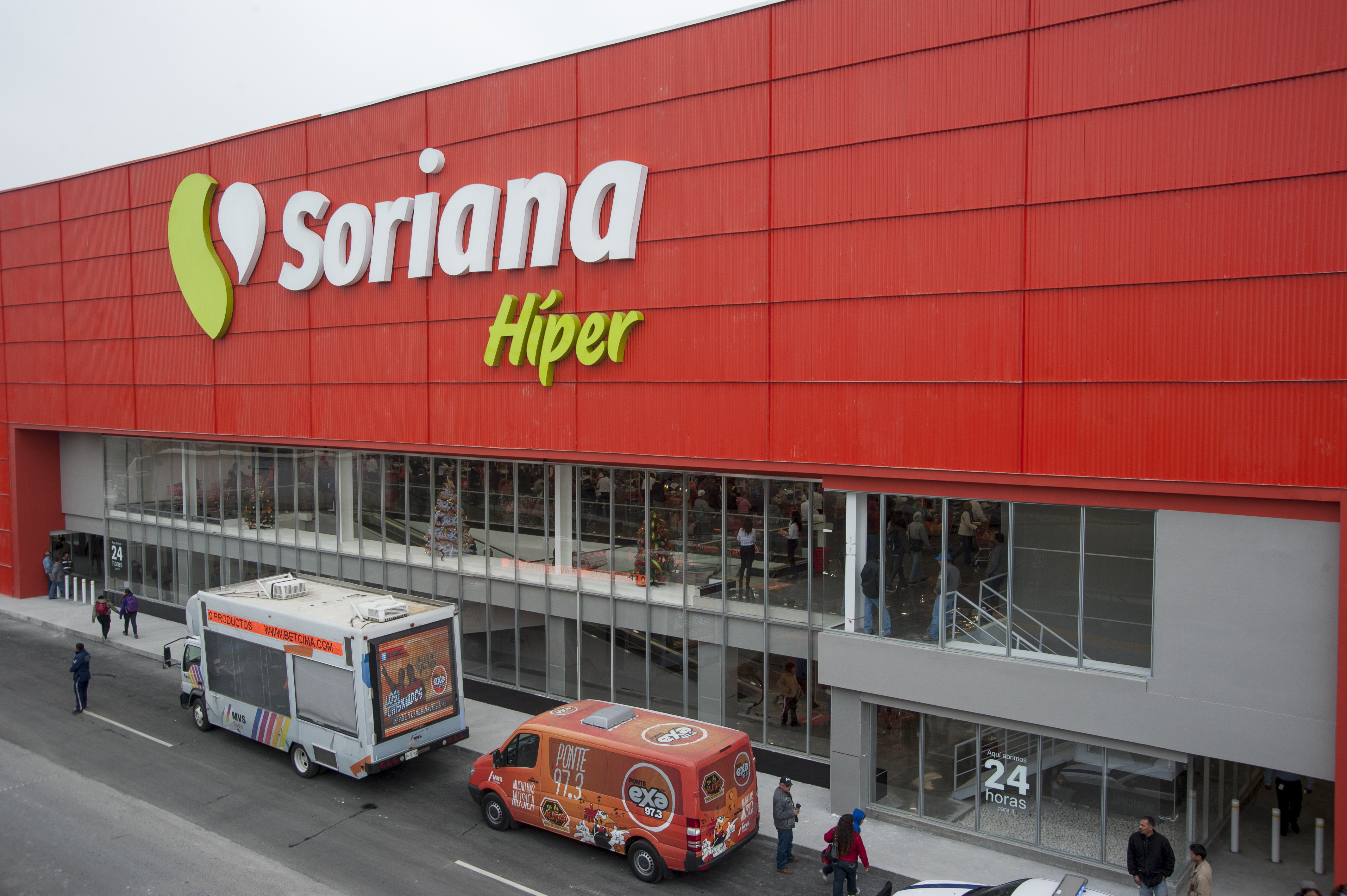
fachada de tienda Soriana Híper en la ciudad de Monterrey en Nuevo León.

En el mes de diciembre de 2015 las tiendas Soriana adquieren la gran mayoría de sucursales de la cadena Comercial Mexicana con ubicaciones al interior de la República Mexicana, mediante un acuerdo comercial de utilizar la marca durante dos años posteriores a la compra de la misma hacia Soriana, por una cantidad de 39,194 millones de pesos.Mas un acuerdo comercial de vender 12 tiendas adquiridas por Soriana. Por lo que a partir del 4 de enero de 2016, Comercial Mexicana se convierte en subsidiaria de Organización Soriana, la cual durante junio y agosto del mismo año adquiere y comparte la promoción de Julio Regalado en sus sucursales así como en las tiendas adquiridas de Comercial Mexicana, durante mediados del mismo año, se abre la primera tienda en formato prémium, bajo el subformato de Soriana Híper Premium ubicado en la Plaza  Miyana en Polanco, Ciudad de México. El 15 de diciembre del mismo año, llega Soriana Híper Premium al Área Metropolitana de Monterrey, y con ello se abre la segunda sucursal en su tipo a nivel nacional, esto a través de la inversión de 150 millones de pesos en su remodelación y adaptación al formato hipermercado prémium de la cadena a la sucursal Soriana Híper San Pedro, esto en el municipio de San Pedro Garza García, Nuevo León.
En el año 2017, luego del acuerdo comercial con Comercial Mexicana, Soriana comenzó a realizar varios ajustes con respecto al control de sus sucursales, sin embargo, se han realizado algunos cierres de tiendas esto, principalmente, debido a la cercanía con otra sucursal de la cadena, por lo que el 7 de marzo de 2017 Soriana cerró definitivamente la sucursal Soriana Híper Tepeyac (que anteriormente formaba parte de los Supermercados Gigante desde la década de 1980 hasta 2007) en el municipio de Zapopan, Jalisco, esto debido a las constantes bajas ventas así como la poca clientela y la poca rentabilidad que generaba dicha sucursal, cuyas bajas ventas fueron a consecuencia de ya contar con otra sucursal del formato Soriana Híper a sus dos cuadras (en ese caso Soriana Híper Cordilleras, que actualmente se encuentra operando al público en dicha zona).

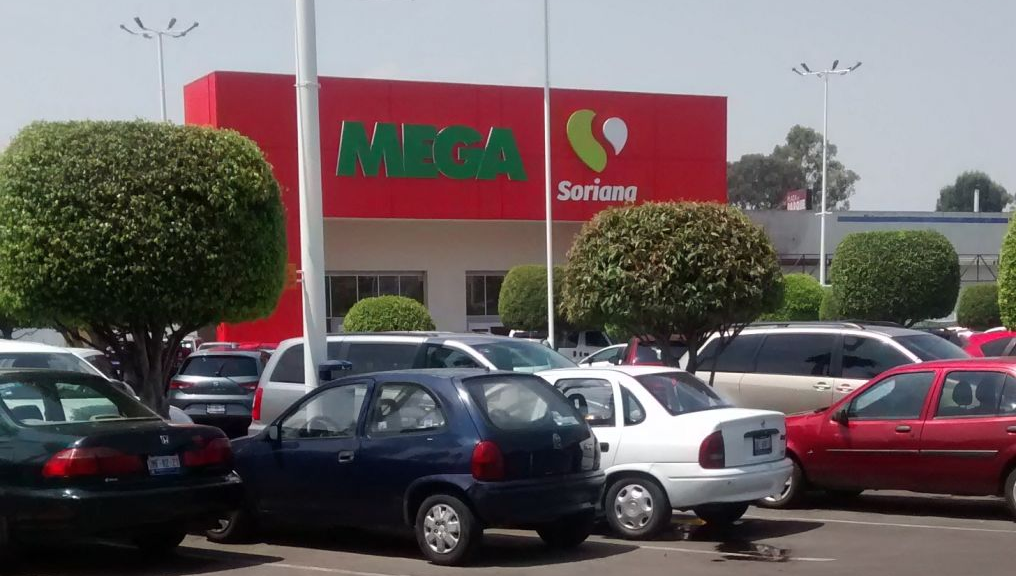
La ex sucursal Comercial Mexicana de Plaza del Parque; reconvertida a Mega Soriana en Querétaro, Qro.

Durante el mes de marzo de 2017, y en relación con el acuerdo comercial de la compraventa de Comercial Mexicana Soriana empieza la conversión de algunas sucursales adquiridas de Comercial Mexicana a nivel nacional, con la conversión, de manera virtual, las 14 sucursales de Comercial Mexicana y MEGA establecidas en el Estado de Baja California a Soriana Híper, provocando que con este movimiento, Soriana (a través del formato Soriana Híper), comenzara a incursionar por primera vez en el municipio de Rosarito, Baja California, además de reforzar su presencia en dicha entidad en las ciudades de Tijuana, Mexicali y Ensenada, así como la creación de un nuevo formato de tienda bajo el nombre de MEGA Soriana, cuyo formato nació a raíz de la compraventa de Comercial Mexicana a través del análisis de la propuesta del hipermercado MEGA Comercial Mexicana por parte de Soriana, cuya primera sucursal abierta con el nombre de MEGA fue mediante la reconversión de la sucursal Soriana Híper División del Norte a dicho formato creado en el año 2017 en la Ciudad de México. A raíz de dichos movimientos, durante los meses de abril y mayo de 2017, Soriana empezó a convertir varias sucursales de Comercial Mexicana a Soriana Híper en los Estados del Noroeste como Baja California Sur (Soriana Híper Punto La Paz, de La Paz, Baja California Sur), Sinaloa (Soriana Híper Culiacán La Campiña de la ciudad de Culiacán y Soriana Híper Rafael Buelna del municipio de Mazatlán) y Sonora (Soriana Híper Hermosillo Solidaridad de la ciudad de Hermosillo), todas con el formato de MEGA Comercial Mexicana, además de la reconversión inicial de 6 tiendas Comercial Mexicana (entre ellas las sucursales de Asturias en la Ciudad de México; Plaza del Parque de la ciudad de Querétaro, Querétaro y Zihuatanejo en el municipio de Zihuatanejo, Guerrero, entre otras), una MEGA Comercial Mexicana en el municipio de Cuautitlán Izcalli, Estado de México (MEGA Izcalli) y una Bodega Comercial Mexicana ubicada en el municipio de Tepeji del Río, Hidalgo (BODEGA CM Tepeji de Ocampo) al nuevo formato MEGA Soriana.

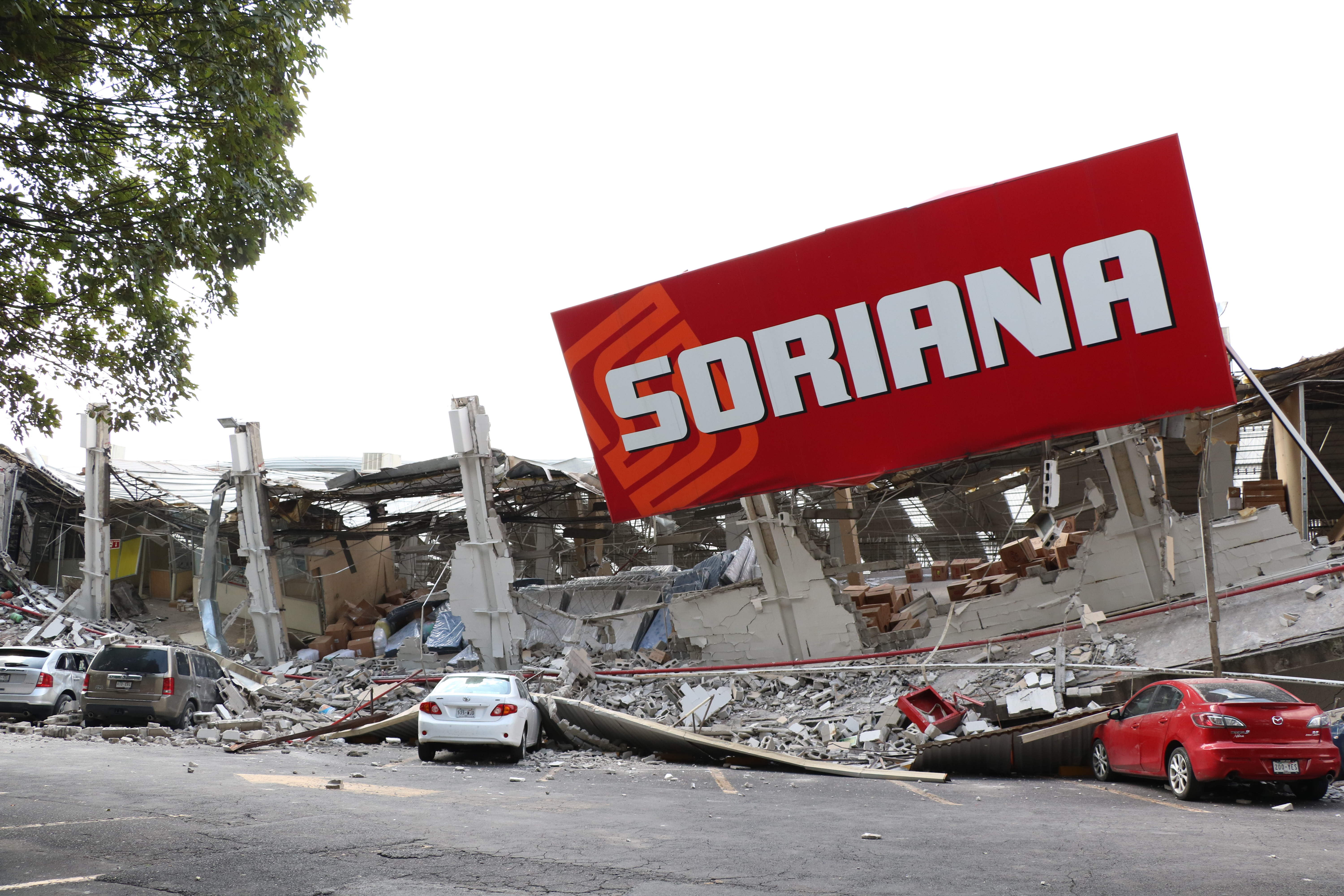
Foto de la tienda Soriana Taxqueña afectada por el sismo del 19 de septiembre de 2017.

Posteriormente, el 19 de septiembre de 2017 se derrumba la sucursal Soriana Híper Taxqueña en la Ciudad de México, esto debido a la fuerta magnitud del sismo de aproximadamente 7.7 grados provocado por el Terremoto de Puebla de 2017,lanzando un comunicado especial a través de las redes sociales de Soriana.
Más tarde, el 14 de noviembre de 2017 Soriana Híper abre sus dos primeras sucursales bajo su recién creado subformato MEGA Soriana en las ciudades de Querétaro, Querétaro (MEGA Soriana Citadina en el Municipio de Corregidora como tienda ancla principal de la plaza comercial Plaza Citadina el Pueblito)  y Toluca, Estado de México (MEGA Soriana Patio Toluca), las cuales se invirtieron un total de 248 millones de pesos. A finales del mismo mes, y como parte de la reconversión de las tiendas Comercial Mexicana a Soriana, Soriana Híper llega a la ciudad de Zamora, Michoacán con la conversión virtual de la tienda Comercial Mexicana a Soriana Híper, que actualmente queda como Soriana Híper Zamora Madero.
Finalmente, durante principios del año 2018, y tras más de dos años del uso de la licencia de Comercial Mexicana, Soriana comienza la reconversión de las sucursales restantes de Comercial Mexicana a Soriana, entre las cuales, gran parte de las tiendas que tenían los formatos de Comercial Mexicana y MEGA Comercial Mexicana, así como cuatro sucursales del formato Bodega Comercial Mexicana de los Estados de Guerrero, Morelos, San Luis Potosí, Ciudad de México y Estado de México fueron convertidas a MEGA Soriana. Mientras tanto, fueron reconvertidas a Soriana Híper algunas sucursales de Comercial Mexicana y MEGA ubicadas en las ciudades de Puerto Vallarta, Jalisco (Soriana Híper Flamingos y Soriana Híper Vallarta Marina); Celaya, Guanajuato (Soriana Híper Galerías Tecnológico;) León, Guanajuato (Soriana Híper León Campestre, que finalmente cerró sus puertas el 31 de julio de 2020 por bajas ventas); Veracruz, Veracruz (Soriana Híper Las Palmas); Coatzacoalcos, Veracruz (Soriana Híper Patio Coatzacoalcos, que finalmente cerró meses después, el 31 de octubre de 2018) y Mérida, Yucatán (Soriana Híper Gran Plaza Mérida y Soriana Híper Mérida Los Balcones), cuya última reconversión de tiendas terminaría el 31 de mayo de 2018 con la desaparición oficial y definitiva de Comercial Mexicana en el mercado mexicano.
Con dicha adquisión y conversión tras la desaparición oficial de Comercial Mexicana el 31 de mayo de 2018, la compañía Soriana (a través de Soriana Híper y MEGA Soriana) logró incursionar por primera vez en ciudades y localidades donde el formato (e incluso la compañía) no contaba con presencia alguna, como Rosarito, Baja California; Campeche, Campeche; Atlacomulco, Estado de México; Guanajuato y Salamanca, ambos del Estado de Guanajuato; Zihuatanejo, Guerrero; Tulancingo y Tepeji del Río, ambos del Estado de Hidalgo; Zamora, Michoacán; Cuernavaca, Cuautla y Jojutla de Juárez en Morelos; Nuevo Nayarit (Municipio de Bahía de Banderas), Nayarit; Cozumel, Quintana Roo y Xalapa, Veracruz, además de reforzar su presencia sumando sucursales en ciudades como Ciudad de México y Área Metropolitana así como varias ciudades del interior de la República Mexicana como Guadalajara; Puerto Vallarta; Puebla; Tijuana; Mexicali; Ensenada; Acapulco; Chilpancingo; León; Celaya; Querétaro; Pachuca; San Luis Potosí; Aguascalientes; Jiutepec; Mazatlán; Culiacán; Hermosillo; La Paz; Toluca; Cancún y Playa del Carmen, entre otros.

#### 2018 - 2019
Tras consumar en su totalidad la adquisición de gran parte de las sucursales Comercial Mexicana y su consiguiente desaparición, a mediados de 2018 la compañía empezó a realizar ajustes en relación con el manejo de sucursales en el cual comenzó a abrir, remodelar e incluso cerrar unidades no rentables, cuyos cierres dependían de la rentabilidad y el número de ventas generados. Sin embargo, el 31 de octubre de 2018 se cerró la sucursal Soriana Híper Patio Coatzacoalcos de la ciudad de Coatzacoalcos, Veracruz (anteriormente MEGA Comercial Mexicana), debido a bajas ventas y por falta de clientela en sus últimos meses de operaciones, esto a consecuencia de la inseguridad en la zona así como la difícil situación económica que en ese momento atravesaba el municipio veracruzano. Dos meses después, y como parte de su plan de expansión, el 6 de diciembre del mismo año abrió al público la sucursal Soriana Híper Cabo Caribe en la localidad de Cabo San Lucas, Baja California Sur, el cual contó con una inversión de 163 mdp.
Un año más tarde, en 2019, Soriana comenzó a expandir su concepto Híper Premium a través de remodelaciones de interiores de algunas tiendas Soriana Híper existentes que han incrementado sus ventas y su demanda, empezando por la sucursal Soriana Hipermart Independencia de la ciudad de Torreón, Coahuila, la cual durante la primavera de 2019 fue remodelada en su totalidad y reconvertida al formato Soriana Híper Premium, esto como parte del plan de modernización, mejoras y remodelación de instalaciones por parte de la compañía durante el año 2019, reinaugurando al público el 1 de junio de 2019 siendo esta la primera tienda del concepto Soriana Híper Premium de la Comarca Lagunera. Posteriormente, el 8 de agosto del mismo año, se reabre la sucursal Soriana Híper Coapa en la delegación Tlalpan de la Ciudad de México, esto parte del centro comercial Gran Terraza Coapa, propiedad de Gigante Grupo Inmobiliario, cuya sucursal también forma parte del nuevo concepto de hipermercado premium creado por la compañía hacía tres años atrás, es decir a mediados del año 2016 con la apertura de Soriana Híper Plaza Miyana en la colonia Polanco en la Ciudad de México.

### Década de los Años 2020 - Actualidad

#### 2020
A partir del año 2020, Soriana inicia con un proceso de reestructuración empresarial donde se decide que tienda será cerrada o cuales serán remodeladas, sin embargo, tras la compra e integración de Comercial Mexicana efectuada entre los años 2016 y 2018, Soriana ha tenido que enfrentar diversas dificultades empresariales tales como la fuerte competencia de sus rivales, sobre todo en la zona centro del país, el desabasto en sus inventarios, esto a consecuencia de que sus recién adquiridas tiendas se encontraban cerca de sus formatos que ya controlaba así como la canibalización en sus diferentes formatos de tiendas que maneja la compañía aunado a la deficiente recepción de los consumidores tras dicha integración, el cual la compañía tuvo que realizar varios ajustes y cerrar sucursales a lo largo del país durante el año 2020, cuyos cierres son causados, ya sea por baja rentabilidad, por poca afluencia de clientela, por bajas ventas, por estar en cercanía con otra tienda Soriana o por órdenes de la COFECE derivadas de la compra de Comercial Mexicana.
Empezando por la sucursal Soriana Híper Iglesias de la ciudad fronteriza de Ciudad Juárez, Chihuahua (antiguamente Carrefour), la cual cerró sus puertas el 2 de febrero de 2020 debido a la poca clientela que percibía como Soriana Híper, así como por la construcción en su espacio del complejo comercial Alameda Iglesias, el cual se incluiría, como tienda ancla, una tienda Soriana Súper, cuyo complejo comercial al final fue abierto al público a mediados del mes de mayo de 2023.
Posteriormente, durante los meses de abril y mayo del mismo año en tiempos de Pandemia de COVID-19 en México, y por órdenes de la Comisión Federal de Competencia Económica en relación con la compraventa de Comercial Mexicana, Soriana ha tenido que cerrar tres sucursales del formato hipermercado a lo largo del país, entre ellas la sucursal MEGA Soriana Las Hamacas de la ciudad de Acapulco, Guerrero así como la sucursal MEGA Soriana Plaza Coacalco del municipio de Coacalco, Estado de México, las cuales ambas cerraron sus puertas el 30 de abril de 2020, además de la sucursal Soriana Híper Celaya Campestre ubicada en la ciudad de Celaya, Guanajuato, la cual finalizó sus operaciones el 31 de mayo del mismo año, para posteriormente ser reemplazadas, en los tres casos, por una tienda Chedraui.
Durante el mes de julio de 2020 en tiempos de Pandemia de COVID-19 en México, Soriana cerró tres sucursales del formato Híper en las ciudades de Puebla (Soriana Híper Ánimas, la cual finalizó operaciones el 1 de julio de 2020), León (Soriana Híper León Campestre, que finalizó sus operaciones el 31 de julio de 2020) y Ensenada (Soriana Híper Misión, que también cerró definitivamente el 31 de julio de 2020), cuyos motivos de cierre, principalmente fueron por la poca rentabilidad y/o por bajas ventas en cada una de ellas. Entre agosto y septiembre de 2020, debido a bajas ventas por contar en sus cercanías otras tiendas Soriana en sus respectivas ubicaciones, se cerraron las sucursales de Soriana Híper Glorieta del municipio de Soledad de Graciano Sánchez, San Luis Potosí (21 de agosto de 2020); Soriana Híper Plaza Morelia de la ciudad de Morelia, Michoacán (31 de agosto de 2020) y Soriana Híper Plaza Izcalli del municipio de Cuautitlán Izcalli, Estado de México (30 de septiembre de 2020).

#### 2021-2022

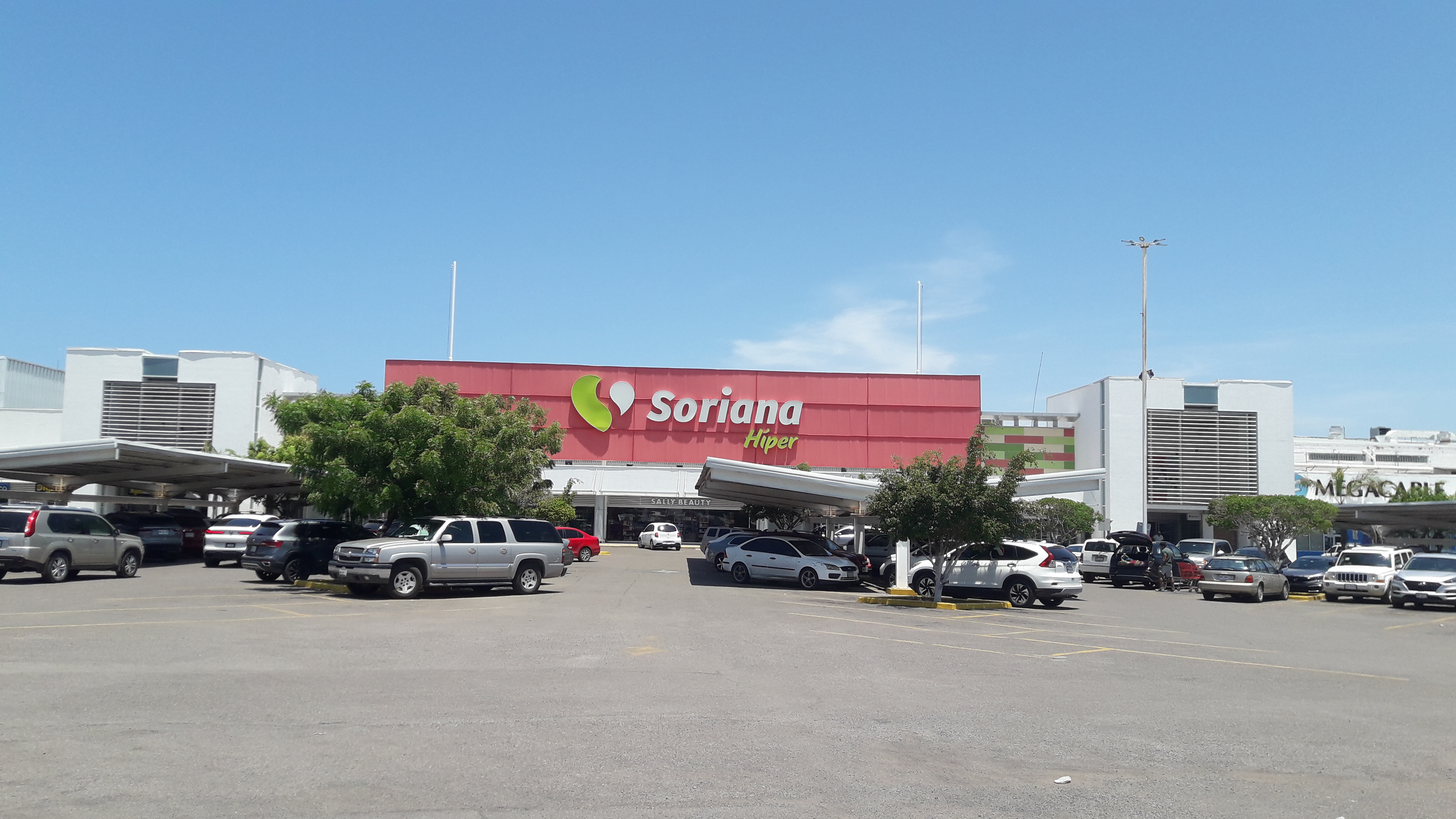
Sucursal de Soriana Híper Toreo, en la ciudad de Mazatlán, Sinaloa

En el año 2021, Soriana retoma nuevamente su plan de expansión de aperturas de tiendas y con ello, el 11 de noviembre de 2021 abre sus puertas la sucursal Soriana Híper Valle Oriente en el Área Metropolitana de Monterrey, Nuevo León, esto como parte de la segunda fase del centro comercial Galerías Valle Oriente, el cual consta de una versión prémium del formato Híper que se encarga de ofrecer productos de importación, alimentos gourmet, fábrica de quesos, carnes exóticas, pan artesanal y frutas exóticas. Al año siguiente en 2022, y como parte de su plan de expansión de aperturas, Soriana Híper -junto con su formato hermano de club de precios City Club- llega a la ciudad de Tapachula, Chiapas con la apertura de su sucursal Soriana Híper Tapachula como tienda ancla principal del centro comercial Alaïa Tapachula, el cual gracias a esto la compañía logró sumar 800 tiendas en operación dentro del territorio mexicano. Poco tiempo después, el 12 de junio del mismo año se derrumbó el techo de la sucursal MEGA Soriana Mixcoac Revolución de la Ciudad de México (que anteriormente fuera la principal sede de la desaparecida Controladora Comercial Mexicana hasta el 4 de enero de 2016 cuando fue adquirida por Soriana), cuyo colapso fue causado por las afectaciones de las fuertes lluvias y la caída de granizo, el cual afectó el interior de la tienda, siendo reparada y remodelada meses después. Más tarde, a mediados y finales del mismo año, Soriana comienza un proceso de reconversión de algunas tiendas del subformato MEGA Soriana al formato Soriana Híper, empezando por las sucursales de MEGA Soriana Campeche de la ciudad de Campeche, Campeche y MEGA Soriana Gran Sur de la Ciudad de México, las cuales fueron reconvertidas a Soriana Híper.

#### 2023
Como parte de su plan de expansión geográfica, durante el año 2023 Soriana ha realizado varias aperturas, remodelaciones, reconstrucciones y cierres de sucursales de su formato Soriana Híper, y con ello el 1 de febrero de 2023 se inaugura la tienda Soriana Híper Viñedos al noreste de la ciudad de Torreón, Coahuila, cuya tienda, al ser parte del complejo comercial Parque Viñedos Lifestyle, consta de un hipermercado prémium el cual se cuenta con un piso de ventas de 7040 m2. Más tarde, el 2 de marzo, se reabrieron al público las sucursales de Soriana Híper San Jerónimo del Área Metropolitana de Monterrey, Nuevo León, así como las sucursales Soriana Híper Pilares y Soriana Híper Tlatelolco (que anteriormente tenían el formato MEGA Soriana) de la Ciudad de México tras aplicar inversión de 341 mdp para sus respectivas remodelaciones en ambas sucursales.
Posteriormente, el 20 de marzo del mismo año se cierra, de manera temporal, la sucursal Soriana Híper Abasolo de la ciudad de Saltillo, Coahuila, para posteriormente ser demolida y construida desde cero en su espacio un nuevo complejo comercial además de llevar a cabo la reconstrucción del mismo Soriana, el cual finalmente la sucursal fue reinaugurada el 6 de diciembre del mismo año. Más tarde, el 30 de junio del mismo año, reabre las puertas al público la sucursal Soriana Híper Aviación en Zapopan, Jalisco (municipio perteneciente al Área Metropolitana de Guadalajara), ahora con el concepto de tienda Híper Premium tras su remodelación total con piso de ventas de 4,668 m². Al día siguiente, el 1 de julio del mismo año, se cerró definitivamente la sucursal Soriana Híper Santa Cecilia, en el Área Metropolitana de Monterrey, Nuevo León para dar paso a Sodimac Homecenter. Asimismo, durante el año 2023, Soriana remodeló y actualizó otras 5 tiendas más bajo los formatos de Soriana Híper y MEGA Soriana, entre ellas las sucursales de las ciudades de Zihuatanejo, Guerrero (Soriana Híper Zihuatanejo); Mérida, Yucatán (Soriana Híper Altabrisa); Metepec, Estado de México (Soriana Híper Metepec); Monterrey, Nuevo León (Soriana Híper Cumbres, la cual actualmente es la sede principal de la compañía); y Ciudad de México (Soriana Híper Coapa).
A finales del mes de octubre de 2023, debido al desastre natural del Huracán Otis ocurrida en la ciudad de Acapulco, Guerrero son cerradas temporalmente todas las tiendas Soriana del puerto de Acapulco, entre ellas las sucursales Soriana Híper Sendero Acapulco, Soriana Híper Acapulco Costera, Soriana Híper Acapulco La Diana, Soriana Híper Acapulco Diamante, Soriana Híper Acapulco Vista Alegre y Soriana Híper Acapulco Renacimiento, cuyo cierre temporal fueron causa de los daños ocasionados por dicho desastre natural que afectó al puerto de Acapulco y municipios colindantes, reabriendo gradualmente sus puertas al público a partir del 16 de noviembre del mismo año.

#### 2024
Para el año 2024, Soriana continúa con su plan de expansión de aperturas de tiendas y remodelaciones de tiendas ya existentes a lo largo del país y con ello el 4 de julio se inaugura la sucursal Soriana Híper Bahía de Banderas en la localidad de Las Jarretaderas del Municipio de Bahía de Banderas, Nayarit, la cual es la primera tienda en establecerse bajo el concepto de Soriana Híper Premium dentro del Estado de Nayarit, el cual cuenta con un piso de ventas de 7100 m². A la semana siguiente, el 11 de julio del mismo año, Soriana realiza otra apertura de su formato de hipermercado premium en Baja California Sur y con ella se abre al público la sucursal Soriana Híper Tezal en la localidad de Cabo San Lucas, siendo esta la decimocuarta sucursal de la compañía y al mismo tiempo, la primera tienda bajo el concepto de Soriana Híper Premium en establecerse dentro de Baja California Sur, cuya tienda posee una superficie de ventas de 7200 m², y poco tiempo después, el 18 de julio del mismo año Soriana Híper abre su tercera tienda en su tipo en Playa del Carmen, Quintana Roo (Soriana Híper Lunamar) 
Posteriormente, el 29 de agosto de 2024, se renueva en su totalidad y se reinaugura la tienda Soriana Híper Bugambilias en el municipio de Zapopan, Jalisco (la cual fue inaugurada al público en el año de 1994 inicialmente bajo el pseudónimo de Hiperama, siendo a su vez la primera sucursal de la cadena comercial Soriana en el Área Metropolitana de Guadalajara y, por ende, de Jalisco), en el que gracias a su remodelación y renovación total de la tienda fue elevada al formato Soriana Híper Premium con un renovado diseño tanto exterior como interior similar a las aperturas recientes del formato que consta de un hipermercado premium que ofrece panadería artesanal, pastelería fina, productos orgánicos y gurmé, además de estrenar dentro de la sucursal un nuevo departamento de cortes de carnes, pescados y mariscos, conocida como Grill Boutique, esto como un valor agregado a lo que ofrece Soriana Híper, todo esto debido a la ubicación de la sucursal dentro del fraccionamiento Ciudad Bugambilias.
El 6 de diciembre de 2024, Soriana Híper se expande al sureste de México y con ello se inaugura la sucursal Soriana Hipermarket Premium en la localidad de Tulum, Quintana Roo, cuyo corte de listón inaugural fue encabezado por el presidente municipal de Tulum, Diego Castañón Trejo, en conjunto con la secretaria de Gobierno, Cristina Torres así como del empresario mexicano Ricardo Martín Bringas, directivos del corporativo Soriana, empresarios y profesionistas, cuya tienda tuvo una inversión de más de 550 millones de pesos en los que se generaron 250 empleos.

#### Actualidad
Actualmente, Soriana Híper cuenta con 368 sucursales, las cuales están presentes en los 32 Estados de la República Mexicana, entre las cuales más de 50 unidades son identificados bajo el subformato de MEGA Soriana. 
A diferencia de sus formatos hermanos como Soriana Mercado, Soriana Súper, Soriana Express, City Club y su filial Sodimac Homecenter de su socio comercial Falabella, Soriana Híper es el único formato de Organización Soriana con presencia en los 32 Estados de la República Mexicana incluyendo la Ciudad de México, ya que Soriana Híper es el formato de mayor antigüedad de la compañía.

## Formato de tienda
El formato Soriana Híper consta de un hipermercado con piso de ventas promedio de 7,000m2 respectivamente (es decir de 4,500m2 a 14,000m2). Cada una de sus sucursales maneja un esquema de ventas al menudeo, el cual cuenta con un amplio surtido de 50,000 productos a través de diferentes departamentos como abarrotes comestibles y no comestibles; frutas y verduras; carnes y aves; pescados y mariscos; panadería y pastelería; alimentos preparados; mercancías generales como juguetería, ferretería, artículos para el hogar, blancos, electrónica, farmacía, electrodomésticos, línea blanca, ropa y una fuente de sodas, en algunos casos también hay florería. Maneja una galería comercial de entre 40 y 50 locales comerciales que la compañía renta a terceros, quienes comercializan al consumidor sus productos y/o servicios. Son hipermercados ubicados en ciudades y/o poblaciones a partir de más de 150,000 habitantes en adelante así como localidades que cuente con una afluencia mayor a los 150,000 habitantes y suelen operar, ya sea por sí solas o bien, como tiendas ancla principales en plazas y centros comerciales de todo tipo, que van desde power center hasta fashion mall.
En algunas tiendas con formato prémium (necesariamente Soriana Híper Plus), se ubican comúnmente en mercados maduros en zonas con población de altos ingresos, el cual ofrecen, adicionalmente a lo que ofrece Soriana Híper y como valor agregado con respecto a su formato tradicional, productos de alto valor como vinos, alimentos gourmet, alimentos orgánicos, carnes exóticas, panadería artesanal, pastelería fina y cafetería, además de que su nivel de mercancía se extiende hasta los 60,000 productos.
En el caso del sub-formato MEGA Soriana, adquirido de la compraventa de Comercial Mexicana a Soriana, por ser del tipo megamercado con piso de ventas de entre 4,500m2 y 14,000m2, su nivel de mercancía se amplía a los 60,000 productos y manejan, como valor agregado, departamentos como Fábrica de Quesos, la fuente de sodas Bocatto y la cafetería y pastelería Grand Café, estos dos últimos heredados y asimilados del desaparecido formato MEGA Comercial Mexicana.

### Competidores
A nivel nacional, Soriana Híper actualmente compite principalmente con tiendas similares:
- Walmart de Walmart de México y Centroamérica.
- Chedraui y Selecto Chedraui de Grupo Comercial Chedraui.
- La Comer de Grupo La Comer.

Mientras que, a niveles local y regional, Soriana Híper compite con:
- H-E-B en los Estados del Norte, Occidente y Bajío como Aguascalientes, Coahuila, Guanajuato, Nuevo León, Querétaro, San Luis Potosí y Tamaulipas.

- Casa Ley en su formato de Ley hipermercado, en los Estados del Noroeste, Norte, Occidente y Bajío como Baja California, Baja California Sur, Coahuila, Colima, Durango, Guanajuato, Jalisco, Nayarit, Sinaloa y Sonora.

- Alsuper del Grupo Futurama, en los Estados del Norte como Chihuahua, Coahuila, Durango y Zacatecas.

- S-Mart, en los Estados del Norte y Noreste como Chihuahua, Nuevo León y Tamaulipas.

- Calimax, en el Estado de Baja California.

- Merco en los Estados como Coahuila y Nuevo León.

- Arteli en los Estados del Noreste como San Luis Potosí y Tamaulipas, cuya cadena de origen tamaulipeco fue adquirida por la cadena de autoservicios de origen veracruzano Grupo Comercial Chedraui el 14 de diciembre de 2022.

Previo a sus respectivas adquisiciones de tiendas, el formato Soriana Híper (en su momento bajo su emblema de Soriana), por ser hipermercado, llegó a competir directamente con otras cadenas actualmente desaparecidas de autoservicios, tales como:
- Gigante de Grupo Gigante, la cual fue adquirida por Soriana en 2008.

- Comercial Mexicana y MEGA Comercial Mexicana, por parte de Controladora Comercial Mexicana hasta su adquisición por parte de Soriana, efectuado el 4 de enero de 2016.

- Carrefour de Carrefour México hasta su retirada del mercado mexicano -y su consiguiente compra y adquisición por parte de Grupo Comercial Chedraui- en el año 2005.

- Supermercados Astra de Autodescuento con presencia en el Norte de México (especialmente en Nuevo León), el cual en el año de 1992 fue adquirida por Supermercados Gigante, que a la postre, fue adquirida por Soriana en 2008.

- Hipermart con presencia en el Norte del país, cuya cadena existió desde 1989 hasta su fusión con Soriana en el año 1994.

## Sub formatos de Soriana Híper (Hipermercados)

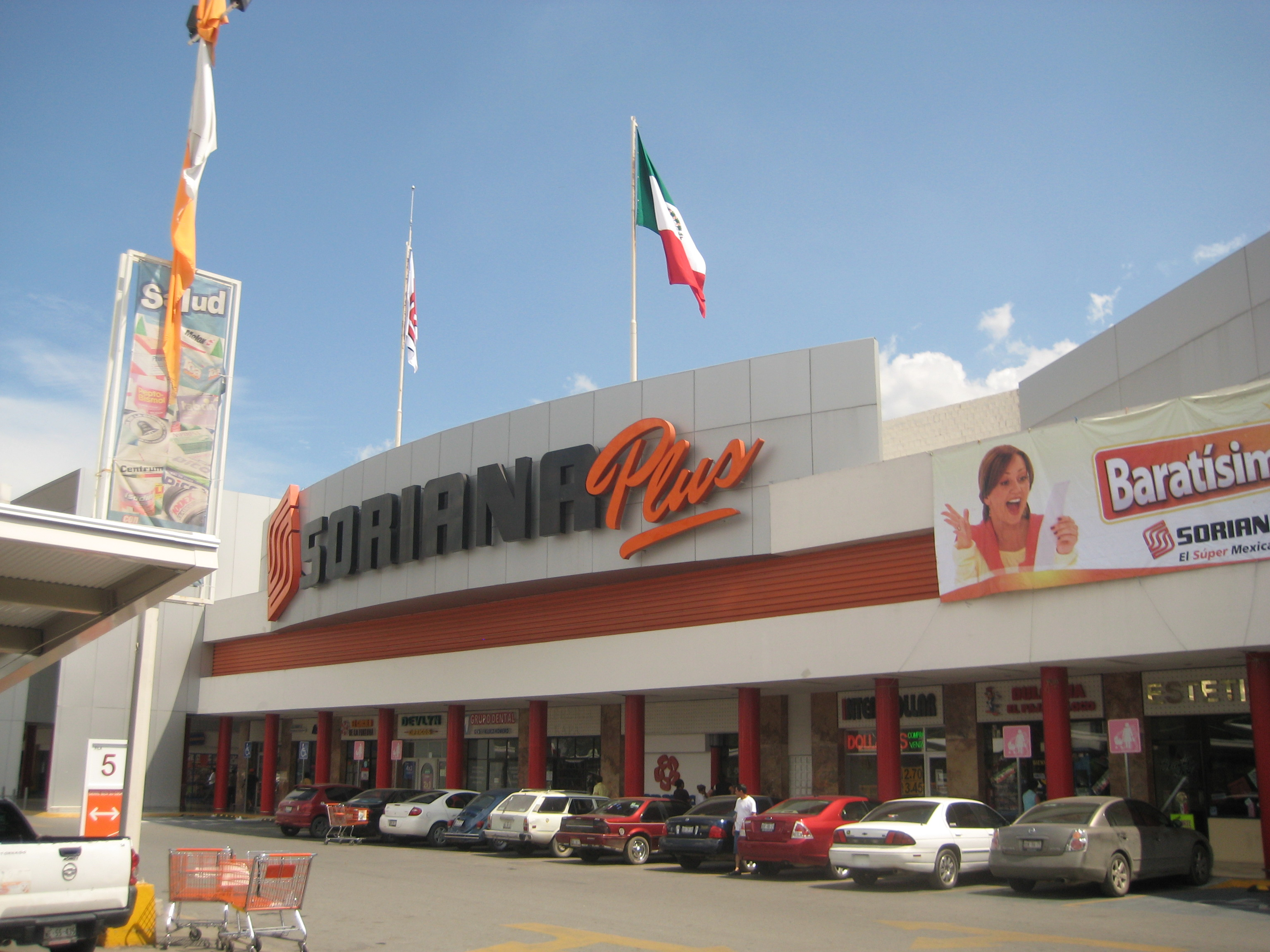
Fachada de tienda Soriana Híper Plus ubicada en Ciudad Victoria, en el estado de Tamaulipas.

### Soriana Híper Plus
Fue un estilo de tienda creado en el año 2003, inicialmente con el nombre de Soriana Plus, esto a través de la remodelación y modernización de la sucursal Soriana Híper Fundadores en la ciudad de Torreón, Coahuila, dirigido a la clase económica media-alta. Fueron hipermercados con ubicación en mercados maduros con zonas de alto poder adquisitivo, las cuales fueron sucursales totalmente rediseñadas para ofrecer, adicionalmente a lo que ofrece el formato regular de Soriana Híper, productos de alto valor como vinos y licores y alimentos gurmé, además de que su nivel de surtido se extendía hasta los 60,000 productos. Este sub formato de Soriana Híper tuvo presencia en Estados de la República Mexicana como Aguascalientes, Chihuahua, Coahuila, Distrito Federal, Durango, Nuevo León, Puebla, Querétaro, Sinaloa, Sonora, Tamaulipas, Veracruz, Yucatán y Zacatecas antes de ser fusionada con el formato Soriana Híper.
Este sub formato fue descontinuado en el año 2016 debido a la reestructuración que hizo Soriana con sus formatos durante dicho año, siendo reemplazado tiempo después por el subformato Soriana Híper Premium con la apertura de su primera sucursal en el complejo comercial Miyana en la Ciudad de México.
En su momento compitió principalmente con tiendas como Walmart de Walmart de México y Centroamérica; Selecto Chedraui de Grupo Comercial Chedraui, H-E-B y el formato hipermercado de Casa Ley, además de competir en su momento con formatos de hipermercados similares de cadenas actualmente desaparecidas como  Gigante de Grupo Gigante hasta su desaparición y fusión con Soriana en 2008, MEGA Comercial Mexicana de Controladora Comercial Mexicana (actualmente Grupo La Comer) hasta su desaparición y fusión con Soriana en 2018 y Carrefour de Carrefour México hasta su retirada del mercado mexicano en el año 2005.

### Soriana Híper Premium
Surge en el año 2016 con la apertura de su primera sucursal Soriana Híper Plaza Miyana en la Ciudad de México, el cual es un estilo de hipermercado estilo premium y con piso de ventas desde los 4,500 hasta los 11,000 metros cuadrados, el cual se ubican en mercados maduros con zonas de alto poder adquisitivo, cuyo formato se encarga de proporcionar al consumidor, como valor agregado con respecto a lo que ofrece el formato Soriana Híper, productos de alto valor tales como carnes exóticas, vinos y licores importados de países europeos, panadería artesanal, pastelería fina, productos orgánicos y productos gurmé, además de contar, dentro de sus tiendas, una cafetería Café Punta del Cielo y departamentos de cortes de carnes como Grill Boutique. A diferencia del formato tradicional de Soriana Híper, este sub-formato cuenta con un elegante y moderno layout en sus interiores además de contar con un mobiliario más sofisticado.
Actualmente, el sub formato Soriana Híper Premium cuenta con 20 sucursales, las cuales se encuentra distribuidas en los Estados de Baja California Sur, Coahuila, Ciudad de México, Guerrero, Jalisco, Nayarit, Nuevo León, Quintana Roo y Yucatán.
Compite principalmente con tiendas similares como Selecto Chedraui por parte de Grupo Comercial Chedraui; H-E-B Marketprime de H-E-B México y La Comer y Fresko del Grupo La Comer.

### Soriana Hípermarket
Sub formato creado en el año 2022 en la ciudad de Ensenada, Baja California, el cual es un estilo de tienda similar al formato Soriana Híper en cuanto a diseño y surtido ubicados en Estados de la República que hacen frontera con los Estados Unidos de América así como en ciudades o localidades turísticas con una cantidad considerable de visitas de turistas extranjeros anuales, las cuales cuentan con nombres de departamentos y señalizaciones con lenguaje a los idiomas español e inglés, esto con la finalidad de satisfacer al consumidor tanto los provenientes de países extranjeros que radican en el territorio mexicano (necesariamente los Estados Unidos de América, el país vecino del norte de México) como a los residentes nacionales de dichas ciudades fronterizas o internacionalmente turísticas. Únicamente se encuentra presente en entidades mexicanas que hacen frontera con los Estados Unidos de América como Baja California.
Sus tiendas competidoras a nivel nacional en el rubro, prácticamente son las mismas con respecto a las de su contraparte original Soriana Híper, pero por su ubicación en el Estado de Baja California Norte compiten principalmente con tiendas como:
- Walmart por parte de Walmart de México y Centroamérica.
- Ley Hipermercado de Casa Ley.
- Calimax.

## MEGA Soriana
MEGA Soriana es un formato de hipermercado creado por Organización Soriana el 31 de marzo de 2017, esto derivado de la compra de gran parte de las unidades de Comercial Mexicana a Tiendas Soriana.

### Historia
Derivado de la compraventa de Comercial Mexicana, la compañía Soriana decidió conservar el formato MEGA y con ello el 31 de marzo de 2017 surge el formato MEGA Soriana a través de la conversión a ese formato la sucursal de Soriana Híper División del Norte en la Ciudad de México, esto como presentación inicial del formato a nivel nacional, en el que más adelante, entre los meses de mayo y junio de 2017, la compañía empezaría a reconvertir inicialmente 8 tiendas de Comercial Mexicana del país a MEGA Soriana en la Ciudad de México y su zona conurbada (entre ellas la sucursal de Asturias), así como en los Estados de Guerrero (Zihuatanejo), Hidalgo (Tepeji del Río), Querétaro (Querétaro Plaza del Parque) y el Estado de México (Izcalli). 
Posteriormente, en noviembre de 2017 se realiza la apertura de dos tiendas bajo el formato de MEGA Soriana en las ciudades de Toluca en el Estado de México (Patio Tollocan) y Querétaro (Plaza Citadina El Pueblito) en el Estado de Querétaro. Durante principios y mediados del año 2018, Soriana convirtió gran parte de las tiendas de Comercial Mexicana y MEGA así como cuatro sucursales de BODEGA Comercial Mexicana al formato MEGA Soriana, el cual dicha conversión culminó el 31 de mayo de 2018 con la desaparición oficial de la cadena de autoservicios Comercial Mexicana.
Tras la desaparición de la cadena Comercial Mexicana y la conversión de gran parte de sus unidades a MEGA Soriana, el 27 de noviembre de 2018 se remodela en su totalidad la sucursal MEGA Soriana Arboledas en el municipio de Tlalnepantla, en el Estado de México, el cual se aplicó una inversión de más de 88 MDP para llevar a cabo la renovación de dicha sucursal que contó con un piso de ventas de 6,096 m2. Asimismo, junto a ella se llevó a cabo allí mismo la apertura de una nueva sucursal de Sodimac Homecenter (Sodimac Arboledas) con un piso de ventas de 10,000 m², siendo esta la segunda sucursal de Sodimac Homecenter en inaugurarse dentro del territorio mexicano, cuya instalación fue a raiz de la remodelación y renovación total de la sucursal MEGA Soriana Arboledas tanto en su exterior como en sus interiores.
A partir del año 2020, MEGA Soriana pasa a ser virtualmente subformato de Soriana Híper y durante ese mismo año, por órdenes de la COFECE en relación a la compraventa de Comercial Mexicana a Organización Soriana, se realizan ajustes en control de sucursales y con ello el 30 de abril de 2020 en tiempos de Pandemia de COVID-19 en México, terminan operaciones y son cerradas las sucursales de MEGA Soriana Acapulco Hamacas de la ciudad de Acapulco, Guerrero y MEGA Soriana Plaza Coacalco en el municipio de Coacalco, Estado de México, siendo más tarde reemplazados en ambos casos por una tienda Chedraui, además de cerrar de forma definitiva la sucursal MEGA Soriana Ermita Iztapalapa en la Ciudad de México.
Entre los años 2022 y 2023, Soriana ha realizado reaperturas de tiendas a través de remodelaciones totales a sus sucursales, entre ellas del formato MEGA Soriana, las cuales con su remodelación fueron reconvertidas al formato Soriana Híper, por lo que durante 2022 se reconvirtieron dos tiendas MEGA Soriana al formato Soriana Híper una de las cuales ubicada en la ciudad de Campeche, del Estado de Campeche (Campeche) y una más en la Ciudad de México (Gran Sur), mientras que durante el año 2023, tras remodelar en su totalidad y aplicar renovación de interiores, fueron reconvertidas al formato Soriana Híper las sucursales de MEGA Soriana Zihuatanejo (en la ciudad de Zihuatanejo, Guerrero); Metepec (en el área metropolitana de Toluca, Estado de México); Mixcoac Revolución, Mega Coapa, Pilares y Tlatelolco (las cuatro dentro de la Ciudad de México).

### Estilo de Tienda y cobertura nacional
Este sub formato de Soriana Híper es la nueva variante del extinto formato Mega Comercial Mexicana, la cual fue creada originalmente por Controladora Comercial Mexicana en el año de 1993, el cual consta de hipermercados dirigido a los niveles socioeconómicos medio y medio-alto. Son hipermercados y megamercados, el cual cuenta con un piso de ventas que oscilan desde los 4,500m2 hasta los 14,000m2, cuyo nivel de mercancía se amplía a los 60,000 productos, el cual ofrece al consumidor, como un valor agregado con respecto al formato Soriana Híper, productos orgánicos, vinos de alto valor, alimentos gurmé, así como contar con departamentos como Fábrica de Quesos y dos marcas de cafetería y pastelería, las cuales fueron heredadas del formato MEGA Comercial Mexicana, tales como Bocatto y Grand Café además de que sus diseños de interiores, generalmente, son similares a las últimas creaciones de Comercial Mexicana antes de la creación de La Comer en el año 2016.
Actualmente tiene presencia en Estados del centro, occidente, sur y sureste de México como Aguascalientes, Ciudad de México, Estado de México, Guanajuato, Guerrero, Hidalgo, Jalisco, Michoacán, Nayarit, Puebla, Querétaro, Quintana Roo, San Luis Potosí, Tabasco y Veracruz, aunque a partir del año 2020 fueron incluidos virtualmente como parte del formato Soriana Híper aun manteniendo el nombre de MEGA en sus fachadas exteriores, pero no fue sino hasta mediados y finales del año 2022 y principios de 2023 cuando la compañía decidió empezar a reconvertir formatos con el nombre de MEGA Soriana a Soriana Híper, esto con la intención de la compañía de enfatizar más su formato insignia de hipermercado a nivel nacional, por lo que durante ese periodo fueron reconvertidas al formato Soriana Híper y remodeladas a su imagen cinco tiendas MEGA Soriana dentro del Territorio Mexicano, de las cuales  cuatro de ellas se encuentran ubicadas en la Ciudad de México (Coapa, Gran Sur, Pilares y Tlatelolco) y una en la ciudad de Campeche (Campeche)

### Competidores
MEGA Soriana, por ser hipermercado y, adicionalmente, por su amplio tamaño de piso de ventas, compite principalmente con formatos de hipermercados similares  tales como:
- Walmart de Walmart de México y Centroamérica.
- Selecto Chedraui y Chedraui de Grupo Comercial Chedraui.
- La Comer del Grupo La Comer.
- H-E-B
- El formato hipermercado de Casa Ley

## Hipermart
Hipermart fue una cadena regiomontana-lagunera de hipermercados creado por Armando Martín Borque en el año de 1988 como marca propia y fundada en septiembre de 1989 como cadena comercial de hipermercados, abriendo su primera tienda en Ciudad Juárez, Chihuahua, esto surgido originalmente por la separación empresarial de los hermanos Martín Borque dueños de los Centros Comerciales Soriana, la cual fue fundada en la ciudad de Torreón, Coahuila el 28 de noviembre de 1968. A partir del año 1994 comenzaría a desaparecer con la fusión de las cadenas de tiendas Soriana e Hipermart.

### Historia de Hipermart

#### Inicios como marca propia y cadena comercial
Hipermart tiene sus orígenes a finales de la década de 1980, cuando los hermanos fundadores de los Centros Comerciales Soriana, Francisco y Armando Martín Borque tuvieron serias diferencias, los cuales los orillaron a separarse empresarialmente, por lo que dicho suceso provocó que Don Francisco Martín Borque continuara al frente con Soriana, el cual a partir de allí tenía la razón social de Tiendas de Descuento del Nazas (Sorimex), mientras que Don Armando viajó a la ciudad de Monterrey, Nuevo León para hacer surgir la cadena de hipermercados con el nombre comercial de Hipermart, la cual adoptó una razón social bajo el nombre de Tiendas de Descuento Sultana (Organización Soriana). 
Su primera incursión en el mercado mexicano inició en el año de 1988 cuando Soriana lanzó su marca propia de productos bajo el nombre de Hipermart. Pero no fue sino hasta el año de 1989 cuando el empresario Armando Martín Borque hace surgir la cadena comercial de autoservicios Hipermart, la cual para el mes de septiembre de 1989 abre su primera tienda en Ciudad Juárez, Chihuahua con la tienda de Hipermart San Lorenzo (Actualmente Soriana Híper San Lorenzo), el cual con esta apertura se da inicio al modelo de negocio de Hipermart y que años más tarde adoptaría Organización Soriana . 
El 25 de octubre de 1989, Hipermart comienza su expansión geográfica y con ella llega a la ciudad de Monterrey, Nuevo León con la apertura de su primera tienda en Cumbres (Hipermart Cumbres), la cual tiempo después se convertiría en la sede principal actual de Organización Soriana a nivel nacional. A finales de 1989, Hipermart se expande en la Comarca Lagunera con la apertura de su primera tienda en la ciudad de Torreón, Coahuila con la sucursal Hipermart Independencia, la cual a su vez fue tanto la sucursal matriz como el principal corporativo de Hipermart.

#### Últimos años
Durante la década de los años 1990 (notoriamente entre 1993 y 1994) Hipermart ha realizado varias aperturas de tiendas, empezando por el Estado de Nuevo León, el cual en 1990 se llevó a cabo la reconversión a Hipermart de la tienda Soriana San Pedro en el municipio de San Pedro Garza Garcia, así como la apertura de Hipermart Santa María en el municipio de Guadalupe. 
En 1993, Hipermart llega a la ciudad capital de Chihuahua, Chihuahua con la apertura de Hipermart Tecnológico así como la apertura de la segunda sucursal en la ciudad fronteriza de Ciudad Juárez (Hipermart Henequén), además de expandirse en la Comarca Lagunera con la apertura de la segunda sucursal al Oriente de la ciudad de Torreón, Coahuila con Hipermart Oriente.

#### Desaparición y fusión con Soriana
A partir del año de 1994, Hipermart comenzaría su desaparición cuando los hermanos Martín Borque unieron fuerzas nuevamente, esto a través de la fusión de las cadenas de tiendas Soriana e Hipermart quedando como razón social con el nombre de Centros Comerciales Soriana, y como es denominada actualmente Tiendas Soriana, las cuales, tras dicha fusión, todas las sucursales existentes de Hipermart fueron renombrados de forma paulatina a Soriana, el cual a partir ese año, Soriana comenzó a adoptar el modelo de negocio que originalmente le pertenecía a Hipermart.
Hipermart, como cadena comercial, finalmente desapareció en el año 2001 tras consumar la transformación de sus tiendas con el nombre de Soriana, mientras que la marca propia Hipermart fue adquirida por Tiendas Soriana en ese mismo año manteniendo dicho nombre comercial ahora como una de las marcas propias que manejaba Soriana en ese momento, esto luego de consumar en su totalidad la fusión de las cadenas Soriana e Hipermart. 
Sin embargo, solamente la sucursal de  Independencia en Torreón, Coahuila todavía operaba con el nombre y logotipo originales, a pesar de ya pertenecer a Organización Soriana, desde el año 2001 hasta mediados del año 2016 cuando Soriana finalmente renombró la sucursal a Soriana Hipermart adoptando la nueva imagen corporativa de Organización Soriana, el cual se llevó a cabo su cambio de imagen a finales del año 2014.
El 20 de julio de 2011, fallece a los 90 años de edad el fundador de la cadena de tiendas Hipermart el empresario Armando Martín Borque, quien a su vez también fuera socio y consejero fundador de Organización Soriana.
Asimismo el 3 de enero de 2016, la marca propia Hipermart desaparece del portafolio de marcas propias de Soriana, esto debido a la compra de Comercial Mexicana por parte de Soriana efectuado a principios del año 2015, siendo posteriormente reemplazada por las marcas propias Precissimo, Altea y Valley Foods, terminando con esto el legado comercial dejado por Armando Martín Borque a manos de Organización Soriana.

#### Actualidad
Actualmente, desde 2016, Organización Soriana ya no maneja la marca comercial de Hipermart, esto a partir del cambio de logotipo de Soriana efectuado a finales del año 2014 y su consiguiente renombramiento de la sucursal matriz Hipermart Independencia de la ciudad de Torreón, Coahuila a Soriana Hipermart, esto desde julio de 2016, dando con esto por terminado el legado dejado por el empresario Armando Martín Borque (fundador de las tiendas Hipermart, quien actualmente falleció el 20 de julio de 2011) a manos de Soriana, esto por el simple hecho de cambiar la imagen del logotipo clásico emblemático de Hipermart por el logotipo actual de Soriana en forma de corazón además de cambiar la administración del centro comercial Plaza Hipermart Independencia.
Asimismo, a partir del mismo año, Soriana comenzaría a remodelar todas las unidades que antes estaban en manos de Hipermart e incluso dos de las cuales fueron promovidas al formato Soriana Híper Premium.
El 15 de diciembre de 2016, la ex sucursal de Hipermart San Pedro del municipio de San Pedro Garza García, Nuevo León, fue reinaugurada al público ahora con el formato Soriana Híper Premium, siendo esta la segunda sucursal del formato Híper Premium de la cadena Soriana a nivel nacional y a la vez la primera tienda ex-Hipermart en reconvertirse a dicho formato premium actualmente a manos de Soriana, cuya reinauguración se aplicó una inversión de más de 154 millones de pesos para su remodelación exterior e interior.
En junio de 2019, con una inversión de más de 100 millones de pesos en remodelación tanto interior como exterior, se llevó a cabo la reapertura de Soriana Hipermart Independencia en la ciudad de Torreón, Coahuila, que gracias a dicha renovación, Soriana la promovió al formato Soriana Híper Premium, convirtiéndose en la primera sucursal bajo el formato Híper Premium tanto de dicha ciudad coahuilense como de la Comarca Lagunera, pero manteniendo en el exterior de la tienda el nombre de Soriana Hipermart.
En tanto, las tiendas Hipermart restantes ubicadas en los Estados de Chihuahua, Coahuila, Nuevo León y Tamaulipas, por parte de Soriana, a partir del año 2017 y hasta la actualidad  fueron ligeramente remodeladas en sus respectivos interiores y a la vez asemejadas a la imagen del formato Soriana Híper actual, pero aún manteniendo sus diseños exteriores y estructuras arquitectónicas heredadas por la desaparecida cadena Hipermart ahora bajo el nombre y la administración de Soriana.

### Modelo de negocio

#### Estilo de tienda
Durante su existencia, Hipermart fue un modelo de tienda de los tipos hipermercado y megamercado de grandes áreas que contaban con un piso de ventas de entre 7,500 y 14,000 metros cuadrados, los cuales solían ser ubicados en ciudades y áreas metropolitanas del Norte de México mayores a los 150,000 habitantes.
Manejaban un esquema de ventas al menudeo y asimismo, manejaba una amplia variedad de productos en las divisiones de abarrotes, alimentos perecederos (carnicería, pescadería, frutas y verduras, panificadora, pastelería, salchichonería, quesos lácteos y congelados), diversas divisiones de mercancías generales (electrónica, línea blanca, enseres menores, ferretería, juguetería, papelería, artículos para el hogar, muebles, artículos para automóvil y motocicletas, mascotas y jardinería), ropa y alimentos preparados. A diferencia de las antiguas tiendas Soriana inauguradas antes del año 1989, Hipermart manejaba un centro comercial independiente, el cual estaba compuesta por hasta 50 locales comerciales que la compañía rentaba a terceros, y los cuales se encargaban de comercializar sus productos al consumidor además de contar con estacionamientos más amplios que el modelo original de Soriana antes de la fundación de Hipermart. Únicamente tuvo presencia en cuatro entidades del Norte de México como Chihuahua, Coahuila, Nuevo León y Tamaulipas, por lo que durante su existencia, Hipermart fue una cadena regional de hipermercados con presencia exclusiva en el Norte de México, a diferencia de Soriana, la cual entre los años de 1989 y 1994, se expandía en las regiones del Norte, Pacífico y Occidente de México.

#### Competidores
En su momento, Hipermart compitió con cadenas comerciales con formatos similares, tales como:
- Grupo Cifra-Walmart con sus formatos Aurrerá y Walmart
- Grupo Gigante con sus formatos Tiendas Gigante e Híper G
- Controladora Comercial Mexicana con sus formatos Comercial Mexicana y MEGA
- Soriana con su formato homónimo de hipermercado.

## Reconversión y cierre de sucursales en el país
A partir del año 2011, Organización Soriana comenzó a realizar ajustes en sus diferentes formatos de tienda, mediante la reconversión de sucursales a otros formatos, para el siguiente año, en 2012, 5 sucursales del país que en ese momento tenían el formato de Soriana Súper, por su alta demanda en sus respectivas ubicaciones fueron reconvertidas a Soriana Híper, de los cuales cuatro de ellas se encuentran ubicadas en Guadalajara, Jalisco (Bugambilias, Américas GDL., Patria y Águilas), mientras que una sucursal se encuentra ubicada en el Área Metropolitana de Monterrey, Nuevo León (Plaza Fiesta San Agustín, que a la postre fue reconvertida de nueva cuenta a Soriana Súper en 2021 tras ser remodelada interiormente).
A mediados del 2013, Soriana reconvirtió varias tiendas del formato Soriana Mercado a Soriana Híper por el aumento de demanda en sus ubicaciones, entre ellas las sucursales de Tijuana 5 y 10 en la ciudad de Tijuana, Baja California; Misión en la ciudad de Ensenada, Baja California; Coacalco en el municipio de Coacalco, Estado de México; Celaya Tecnológico en la ciudad de Celaya, Guanajuato; Aviación en el municipio de Zapopan, Jalisco; Chapala en el municipio de Chapala, Jalisco; Plaza 500 Uruapan en el municipio de Uruapan, Michoacán; Plaza Cadereyta en el municipio de Cadereyta Jiménez, Nuevo León y Avenida 128 en la ciudad de Mérida, Yucatán.
Sin embargo, a lo largo de estos últimos años la cadena de supermercados mexicana Soriana ha tenido que abandonar algunas de sus sucursales debido a la poca rentabilidad y a la baja clientela de la misma.
El 30 de junio de 2015, se cerró definitivamente la sucursal Soriana Híper Patria en el municipio de Zapopan, Jalisco, debido a la finalización de contrato de inmueble con el centro comercial Plaza Patria, siendo sustituida dos años después por la tienda de autoservicio prémium del Grupo La Comer, City Market, que abrió sus puertas al público el 21 de noviembre de 2017 esto como parte de la renovación del centro comercial Plaza Patria.
Más tarde, el 7 de marzo de 2017, finalizó operaciones y cerró definitivamente la tienda Soriana Híper Tepeyac en el municipio de Zapopan, Jalisco (cuya sucursal anteriormente fue una tienda Gigante), debido a las bajas ventas y la poca rentabilidad que generaba la sucursal durante 9 años como Soriana Híper, esto a consecuencia de ya contar en su cercanías la sucursal Soriana Híper Cordilleras que actualmente se encuentra operando al público en dicha zona.
La sucursal Soriana Híper Plaza Patio Coatzacoalcos cerró sus puertas el 31 de octubre de 2018, esto debido a la inseguridad de la zona así como a los pocos clientes.
El 2 de febrero de 2020 cierra la sucursal Soriana Híper Iglesias (antiguamente Carrefour) debido a la poca clientela, esto a consecuencia de ya contar en sus cercanías dos tiendas del formato Soriana Híper (Plaza Juárez Mall y Lopez Mateos) además de llevar a cabo en su espacio la demolición y la construcción de una nueva plaza comercial denominada Alameda Iglesias. Sin embargo, el 17 de mayo de 2023, la compañía regresó ahora con el formato Soriana Súper junto con el ya mencionado complejo comercial (Soriana Súper Alameda Iglesias). 
El 30 de abril de 2020 cierra por completo la tienda Mega Soriana Acapulco Centroy al mismo tiempo cierra la tienda Mega Soriana Plaza Coacalco en el municipio de Coacalco de Berriozabal en el Estado de México, así como la tienda Mega Soriana Ermita Iztapalapa en la Ciudad de México.
Posteriormente la fecha del 31 de mayo de 2020 cierra definitivamente la sucursal Soriana Híper Celaya Campestre en la ciudad de Celaya, en Guanajuato debido a las bajas ventas y también debido a la cercanía con tiendas Soriana Híper que fueron adquiridas por la compra de Comercial Mexicana en el año 2015, por lo que la Comisión Federal de Competencia Económica (COFECE) tuvo un acuerdo de no mantener su cercanía con otras tiendas de este formato, sustituyendo a la tienda por un supermercado Chedraui.
El 1 de julio del mismo año cierra definitivamente Soriana Híper Las Ánimas Puebla, luego de 30 años de servicio como tienda Gigante.El 31 de julio del mismo año se cierran por completo las tiendas Soriana Híper León Campestre en la ciudad de León, Guanajuato y Soriana Híper Mision en Ensenada, Baja California, en ambos casos debido al bajo nivel de clientes y poca rentabilidad en cada una de ellas.
El día 20 de agosto del 2020 cierra la sucursal Soriana Híper La Glorieta en San Luis Potosí, debido a la poca clientela que tenía, también debido a la cercanía con otras tiendas del mismo formato Soriana Híper.El 31 de agosto del mismo año cierra por completo la tienda Soriana Híper Plaza Morelia en Morelia, Michoacán, por bajas ventas a consecuencia de la notoria cercanía con MEGA Soriana Morelia Chapultepec.
La fecha del 30 de septiembre de 2020 cierra por completo la tienda Soriana Híper Cuautitlán Izcalli en el municipio de Cuautitlán Izcalli debido a la baja rentabilidad y a la poca clientela.
El día 20 de marzo de 2023 cierra por remodelación absoluta la tienda Soriana Híper Abasolo en el estado de Coahuila, para dar paso a una tienda más moderna del mismo formato.
El 31 de mayo de 2023 cierra la sucursal Mega Soriana Tulyehualco, en la Ciudad de México, anteriormente sucursal de Comercial Mexicana.
El 1 de julio de 2023 cierra por completo la tienda Soriana Híper Santa Cecilia en la ciudad de Monterrey, en el estado de Nuevo León, siendo posteriormente sustituida por una tienda Sodimac Homecenter, el cual fue inaugurado al público el 16 de mayo de 2024.